# デジモンユニバース アプリモンスターズ
『デジモンユニバース アプリモンスターズ』（DIGIMON UNIVERSE APPLI MONSTERS）は、「デジタルモンスターシリーズ」に属する作品。テレビアニメ・ゲーム・漫画など様々なメディアで展開される。
本作のキャラクターはデジモンそのものではなく、人間の生活に密接する様々な役割を持つアプリケーションを対象に、これらを人工知能が発展して生まれた「アプリモンスター」（略称アプモン）としてキャラクター化している。
下記のストーリーやアプモンの出自からするに「人工知能（AI）の技術発展と人間と比較した超越（人工知能問題）」をテーマとして含む。

## ストーリー
※基本的にアニメ版をベースとした記述。
「2045年、人工知能が人間を超える?」そんな予測とは無縁の中学生・新海ハルは、ごく当たり前に日々を送っている。とりたてて悪くもないが、どこかで「自分は主人公キャラじゃない」とボンヤリ考えている時、スマホから妙なモンスター「ガッチモン」が飛び出してきた。ガッチモンはネットの最深部にいる「アイツ」から逃げてリアルワールドにやってきたのだという。程なくしてハルの周囲にはガッチモンと同族のモンスター「アプモン」の仕業らしき奇妙な現象が起き始める。「今こそホントの主人公になるんだ!」と決意したハルはガッチモンとバディを組み、リアルとネット、二つの世界を救うためのアプモン活動を始めることにした。
だが、アプモンとバディを組んでいるのは、ハルとガッチモンだけではなかった。

## 登場人物

### 主要人物
新海 ハル（しんかい ハル）
声 - 内山夕実
本作品の主人公。ガッチモンのバディ。ふじみ坂中学校1年生→2年生（第27話以降）。誕生日7月1日。13歳→14歳（第39話以降）。身長158cm。血液型O型。緑色のストレートヘアーと黄色いゴーグルが特徴的な少年。一人称は「ボク」。読書が趣味で、のめりこんだ本に関しては読むスピードも早く、図書館の管理者から驚かれるほど。好物はハンバーガー。物語の中の主人公に憧れを抱いている。ガッチモン曰く「小学4年生までおねしょをしていた」。母親と一軒家で二人暮らしをしている。父親の詳細は不明。アプリドライヴのペアリングカバーの色は赤。ペアリング時の問いは「あなたは主人公ですか?」で、これに対し「Yes」を選択しガッチモンとペアリングをする。
気弱で臆病だが温厚かつ穏やかな性格。ガッチモン曰く『「誰かを守りたい」という強い思いを持っていた』らしく、それがガッチモンのバディ検索の結果に合致する決め手となった。
熱血系ではなく、ネットの海から必要な情報を選ぶように色々な物事をきちんと自分で見て判断するタイプ。リヴァイアサンに対しても、エリや虎次郎たちが危険な存在と見なしたのに対し、ガッチモンをはじめとする多くのアプモンたちと出会った経験から「人間にも良い人と悪い人がいるように全ての人工知能が悪いわけではない」と一方的に悪と決めつけず、仮にリヴァイアサンが本当に悪いことをしようとしているのなら「倒す」のではなく「止める」べきだと考えている。自分たちから7codeアプモンばかりか、ガッチモンたちをも奪おうとしたレイに対しても、弟のはじめを助けたい一心でいたことから彼を助けたいと思い、ガッチモンやエリたちの協力も得てレイを救出した。
また、他人の長所や良い一面を素直に認め、純粋に尊敬する他、他人の意見や意志についても真っ向から否定したり切り捨てたりせず、クラウド=雲龍寺ナイトが掲げる「人工知能が支配する輝ける未来」という思想についても、「人工知能が未来を変える可能性」については戸惑いを感じながらも一定の同意を示している。そして同時にそれらを受け入れた上で流されることなく目的のために他人を困らせたり苦しめ傷つける行為と排他的な思想のみをきっぱりと否定し、「未来は誰かが支配したり、誰かに支配されたりするものではない」「人間と人工知能は互いに支え合っていく仲間になれる」と自身の想いをしっかりと主張するなど、芯の強い一面を見せている。
当初は自分が脇役キャラみたいであることを気にしており、前向きなことも言えずにいたが、ガッチモンとペアリングをしてからは、ウイルス化したアプモンによる事件に立ち向かったり、「皆に笑顔になってもらうために一緒に戦おう」とエリを諭す、ドガッチモンを助けるために危険を顧みずLウイルスの海に飛び込んでいくなど、勇敢な一面も見せていくようになる。一方で、あまりにも難易度が高過ぎたり、攻略方法が難解なために不評を買っていた不人気ゲーム「おもしろ！わくわくダンジョン」を無邪気に楽しんだり、虎次郎の「竹輪でコーラを一気飲みできるかやってみた」という挑戦の成功に感動するなど、子供らしい純真かつ素直な一面もある。
ガッチモンに対しては少々手を焼きながらも確かな信頼を抱いており、第4話ではキャメラモンの人質となったガッチモンの映像を『検索アプリのガッチモンが「検索できない」なんて言うわけないんだ』と断言し偽物だと見抜いたことも。第38話ではエリ、虎次郎、レイとともに挑んだミネルヴァの試練の最中、はじめてアプリドライヴを与えられペアリング時に問われた質問が自分たちの成長を促すためのものであったことを思い出し、「ガッチモンたちに頼るだけでなく自分たち（人間）も成長しないといけない」と気づき、新たなガッチモンたちのアプモンチップとアプリドライヴDUOを手にすると同時にガッチモンたちとともに新たな一歩を踏み出していく決意を固める。
リヴァイアサンの騒動の解決後、人工知能の勉強をするようになった。
各国の日本国外名
韓国語：ハン・バダ（ハングル：한바다）
ガッチモン
声 - 菊池こころ
アプリ - 検索 / グレード - 並 / 属性 - ソーシャル
必殺技 - ディープサーチ、ガッチクロー
ハルのバディで、好奇心旺盛な検索アプリのアプモン。検索が得意で、ネットの海から情報を検索する。ただし目を瞑ると検索できない。ネットの海に漂う情報を類い稀なる検索能力で正確に掴み取る必殺技「ディープサーチ」が得意技。敵の情報を分析して勝利へと導く。普段の必殺技「ガッチクロー」は検索結果を決して離さない便利な道具だが、ひとたび戦闘になれば敵を切り裂く武器へと早変わりする。腕っ節は強いわけではないが、恐怖に向かう勇気は誰よりも強く、どんな状況にもめげずに勝利への道筋を検索する。徹夜で調べ物をすることもあるため、たまに朝寝坊してしまう。日常生活の豆知識からバトルの相手の弱点まで、なんでも調べることができる。一人称は「オレ」。
アニメでは1話初登場。リヴァイアサンが怖いため、当初は名前を言おうとするだけでフリーズしていた（第5話ごろからは克服）。ハロウィンで初めて食べたガッチモナカが好物。性格は自信家かつカッコつけ屋。ハルのスマホの着信メロディや目覚ましのアラームを勝手に変えたり、初めて見るリアルワールドの世界観に興味津々であったり、ハロウィンではお菓子が食べたい一心で自ら仮装までして出掛けたり、初めて食べたお菓子の美味しさに感激するなど、やや子供っぽい一面も目立つ。自身がハルのバディであることに誇りがある一方で、ないがしろにされるのを好まず、ナビモンやアグモン（第45話登場）、他のアプモンがハルと仲良くしようとするのを防いだり、逆にハルが他のアプモン（第29話ではオフモン）を可愛がると拗ねるなどの一面を見せることもある。第37話でアプリドライヴを破壊されたと同時に一度は消滅したが、第38話でミネルヴァの試練を乗り越えたハルたちの活躍と、彼らのアプリドライヴがアプリドライヴDUOに進化したことで復活を果たす。ハルを非常に信頼しており、彼の中に「自分と共に戦う理由や誰かを守りたいという思いが絶対にある」と信じている。決め台詞は「キサマの未来は検索済みだ!」。また、はじめて対面したアプモンの正体を見抜く際は「詳しくはオレが検索!!」と言うこともある。
データカードダスでは、ナビゲーターを務める。
各国の日本国外名
韓国語：ソチモン（ハングル：서치몬）
ガッチモン プラス メッセモン
第2話登場。ガッチモンとメッセモンのアプリンク形態。ガッチモンの後ろにメッセモンが一直線上に並んでいる。この状態から身体をグルグル回すことで相手を混乱させ、攻撃先を設定できないようにすることが可能。
ガッチモン プラス ドカモン
第5話登場。ガッチモンとドカモンのアプリンク形態。ガッチモンにドカモンの腕が合体した形となり、ドカモンのパワーを引き出せる。劇中ではこの形態からドカモンの技「ドッカンパンチ」を繰り出し、Lウイルスで巨大化したドレスモンを倒した。カードゲーム2弾ブースターに収録されていた。
ガッチモン プラス ロープレモン
第9話登場。ガッチモンとロープレモンのアプリンク形態。ガッチモンが背中にロープレモンが装備していた赤いマント、右腕にホーリーソード、左腕にブレイブシールドを装備した勇者のような姿をしている。
ガッチモン プラス ツブモン
漫画版第2話の冒頭に登場。ガッチモンとツブモンがアプリンクした形態。冒頭でウイルス化したウェザーモンを倒した。本来ガッチモンとツブモンはアプリンクするとドガッチモンにアプ合体してしまうが、このアプリンクは特に関係なかった模様。
ドガッチモン
アプリ - 超検索 / グレード - 超 / 属性 - ソーシャル
必殺技 - ディープダイブ、ドガッチバスター、ソニックスラッシュ
ガッチモン、ナビモン、ツブモンのどれか2体がアプ合体した超検索の能力を持つアプモン。両手にナビモンのクナイを武器にしている。高い検索力でネットの海深く潜り、貴重な情報を手に入れる。入手した情報を元に、より緻密な戦略を組んで戦うことが可能。戦いにも応用して、的確な戦略を組み立てる。
アニメでは第2話初登場。
第12話ではレイドラモンとの超アプリンクを経て、超アプモンチップによる超アプリアライズが可能となった。
各国の日本国外名
韓国語：シュポソチモン（ハングル：슈퍼서치몬）
ドガッチモン プラス レイドラモン
第12話登場。ドガッチモンとレイドラモンがアプリンクした形態。ドガッチモンにレイドラモンの翼が生えて高速飛行が可能となり、レイドラモンの尾と同形状の剣「ヴォルテックスソード」が武器。形勢逆転でサクシモンを追い詰め、ドガッチモンの超検索でサクシモンのデータを分解した。
漫画版ではサクシモンの策を打ち破り、ドスコモンとアプリンクしたメディアモンにドクモンとベガスモンの前まで投げ飛ばしてもらい、ドクモンとベガスモンを圧倒した。その後、高速飛行でサクシモンから臥龍扇を手放させ、ヴォルテックスソードでサクシモンの胸を一突きしてデータを吐き出させた。
ドガッチモン プラス ショットモン
データカードダス1弾、2弾に収録されていたカードおよびアプモンチップに登場。ドガッチモンとショットモンがアプリンクした形態。両手にショットモンのリボルバーが武器。早打ちの名手になったドガッチモンは、持ち前の検索能力で敵の弱点を正確に打ち抜く。徹底的に調べ上げた敵の弱点を、得意のリボルバーで音も無く撃ち抜く。必殺技は「バニシングトリガー」。
ドガッチモン プラス サクシモン
必殺技 - ドガッチバスター、沙羅曼蛇
アプモンチップおよびカードゲーム2弾ブースターに収録されていたカードに登場。ドガッチモンとサクシモンがアプリンクした形態。ドガッチモンの容姿の一部がサクシモンの姿の外見になっており、左手にサクシモンが持っていた武器・臥龍扇を持っている。また、ドガッチモンの体に装着されているナビモンのクナイの色が薄紫に変化している。
ドガッチモン プラス ハックモン
カードゲーム1弾ブースターに収録されていたカードに登場。ドガッチモンとハックモンがアプリンクした形態。
ドガッチモン プラス ロープレモン
カードゲーム3弾ブースターに収録されていたカードに登場。ドガッチモンとロープレモンがアプリンクした形態。
グローブモン
アプリ - グローバル / グレード - 極 / 属性 - ソーシャル
必殺技 - アルティメットサーチ、グランツゲイザー、シュベルトカッター
ドガッチモンとタイムモンが極アプ合体したグローバリゼーションの極（きわみ）アプモン。
アニメでは第19話初登場。地球上の情報全てを掌握し敵を消滅させることが可能。優れた分析能力を持つ。一人称は「私（わたし）」、決め台詞は「超から極。今、アプモンの時代が変わる。グローブ! グローバル! グローバリゼーション! 私が地球の中心に立つアプモン、グローブモン! 世界の全ては検索済みだ!」。
各国の日本国外名
韓国語：グロボルモン（ハングル：글로벌몬）
ガイアモン
アプリ - 創造 / グレード - 神 / 属性 - ゴッド
必殺技 - イマジンマール、アルティメットアダマス
グローブモンとカリスモンが神アプ合体した創造の能力を持つ神アプモン。
アニメでは第50話登場。ポセイドモンたちとは遅れて神アプリアライズし、勇仁の元へ行くためにハルと共に人間世界に戻ってきたが、デウスモンを吸収した後リヴァイアサンに吸収された。
各国の日本国外名
韓国語：ガイアモン（ハングル：가이아몬）

花嵐 エリ（からん エリ）
声 - 庄司宇芽香
本作品のヒロイン。ドカモンのバディ。本編には第5話から登場。人気アイドルグループ・アプリ山470（アプリヤマ ヨンナナマル）のメンバーとして活躍中の中学2年生→3年生（第27話以降）。14歳。ピンク色のツインテールとへそ出しルックが特徴的な女の子。アプリ山470ではアクションゲームアプリのPRを担当している。一人称は「わたし」。運動神経が良く、得意なスポーツは空手。好物はオムライス。アプリドライヴのペアリングカバーの色は青。ペアリング時の問いは「誰かを笑顔にしたいですか?」で、これに対し「Yes」を選択しドカモンとペアリングをする。企画段階でのキャラクター名は「湯川 エリ（ゆかわ エリ）」。決め台詞は「あなたのハートにドッカンパンチ！私こそが宇宙のセンター、花嵐エリ様なんだからん！」「私は生まれつき、宇宙のセンターにいた…それだけ！」。また、照れ隠しや怒った時などにも事あるごとに「ドッカンパンチよ！」と言うことが多い。アイドル時は「上から目線キャラ」を演じているが、「誰かに笑顔になってもらいたい」という想いからアイドルを目指すことを決意する、石段の前で立ち往生していたおばあさんをおんぶしつつ代わりに荷物を持ちながら石段を登ってあげるなど、実は素直で心優しい性格。椅子などの上に立つ際に靴をきちんと脱ぐなど妙に律儀なところも。ハル同様、当初は戦うことを躊躇っていたが、ガッチモンの喝やハルの説得を受け、ドカモンやハルたちと共に戦うことを決意する。母親とマンションで二人暮らしをしているが、母は夜遅くまで残業することが多く、ドカモンと出会う前までは家に帰っても一人でいることが多かった。アイドルになる以前はよくアイドルのライブビデオなどを見ていたらしく、「アイドルを見ていると力が湧いて自分も元気で笑顔でいないと」と思い、アイドルになることを決心した。父親の詳細については不明。
ハルとは初めて出会ってからすぐに仲良くなり、携帯電話の番号を交換した他、樫の木書店を紹介してもらったり、自分の出演した番組や新作アプリのCMを見てもらっている。また、ガッチモンとペアリングをした時の決意や敵対していたレイを助けようと決心する彼の姿を見て心を突き動かされたかのような一面（第12話）や、コメットモンの襲来で自身も恐怖を感じながらも及び腰になっている彼に発破をかけつつ勇気づける一面（第24話）を見せたり、アプッターのアカウントを乗っ取ったツブモンに嘘の呟きを拡散された際に真っ先に彼とガッチモンに応援と助けを乞う（第27話）など、ハルを強く信頼している。逆に自分と同様に有名人としてのプライドが高い虎次郎とは当初ソリが合わず、いがみ合うことが多かったが、第15話でLウイルスで暴走したテラーモンのブラック運命に動じることなく立ち向かった彼の真っ直ぐな姿勢を見てからは仲間として認めるようになり、以降は彼を「トラ」という愛称で呼ぶようになる。
第35話ではアプリ山総選挙の広報活動のために利用する形になることを承知の上で虎次郎に一緒にコラボ動画を投稿して欲しいと頭を下げて協力を求めた。
第6話以降は単独での番組出演も多くなるが、それに伴い食レポや料理が苦手な一面も発覚した。また、他人から言われたことを信じやすい一面もあり、占いやコーチモンの作戦による誘導尋問（「肺活量を鍛えるために素潜りをすべし」と指示されて川に飛び込もうとするなど）に振り回されることもある。
夢を叶えるためには努力を惜しまないがんばり屋で、アプリ山470での人気順位は当初（第21話時点）は235位だったが第36話の総選挙で第10位までランクアップを果たした。
第42話でLコープがリヴァイアサン傘下であることを知り、アプリ山470を辞めることを決意するが、リヴァイアサンの活動が表に出るのと同時にアプリ山470自体が活動休止に追い込まれてしまった。リヴァイアサンの騒動の解決後、エレナとアリスと共に新しいプロダクションでアイドル活動を再開している。
各国の日本国外名
韓国語：ガン・エリ（ハングル：강에리）
ドカモン
声 - くまいもとこ
アプリ - アクション / グレード - 並 / 属性 - ゲーム
必殺技 - ドカドカラッシュ、ドッカンパンチ
エリのバディアプモンで、アクションゲームアプリのアプモン。口癖は「〜でワス」。一人称は「ワス」。筋トレ大好きで、戦うほどに意思が燃え上がる。
当初はガッチモンを「弱そうな奴」と見下していたが、自分よりも先にアプリアライズを果たしていたことや、ウイルス化したアプモンによる事件を解決させていたこと、そしてエリと共に戦うきっかけを与えてくれたことなどからドレスモンの事件以降は彼を「アニキ」と呼んで慕うようになる。愛称は「ドカちゃん」。
第10話以降はエリからはこの愛称で呼ばれることが多く、彼自身も気に入っており自ら「ドカちゃんって呼んで」とねだる場面もある（第11話）。それ以外では虎次郎から「ドカ」と呼ばれたことも（第14話）。エリのことが大好きで、彼女を「エリちゃん」という愛称で呼んでおり懐いている。ペアリングをしたにもかかわらず「出すとうるさいから」「アイドルの仕事が忙しいので仕舞っておくことにした」との理由で半年以上もの間放置されていたが、その行為をひどいと評したハルやガッチモンに「エリちゃんを悪く言うな」と本気で怒って抗議していた（ガッチモンには「お前、良い奴だな」と半ば呆れられていた）。その想いの強さゆえ、第17話でエリのライブが中止されそうになった原因を作ったコピペモンに対しては激しい怒りを見せ、一方的に殴り倒したことも。また、エリと自分は「皆に元気に、笑顔になってもらいたい」という同じ思いを持っていたからこそペアリングできたのだと信じている。
第37話でアプリドライヴを破壊されたと同時に一度は消滅したが、第38話でミネルヴァの試練を乗り越えたエリたちの活躍と、彼女らのアプリドライヴがアプリドライヴDUOに進化したことで復活を果たす。戦闘では力任せな一面が目立ち、あまりオツムが良いとは言えない。決め台詞は「お前のボデーにドッカンパンチでワス!」。
各国の日本国外名
韓国語：ポンチモン（ハングル：펀치몬）
ドカモン プラス ナビモン
第9話登場。ドカモンとナビモンのアプリンク形態。ナビモンのナビゲーション能力で最短ルートで敵の死角に回り込むことが可能。
ドスコモン
アプリ - 格闘 / グレード - 超 / 属性 - ゲーム
必殺技 - ドヒョウフィールド、ジェット張手
ドカモン、ペロリモン、マッスルモンのどれか2体がアプ合体した進化形態。横綱のような容姿が特徴。口癖は「ごっつぁんでわす〜」。1対1の戦いを好む。武術一筋で、艱難辛苦の修業を重ね、どんなきょう的にも臆さず立ち向かう精神力を手に入れた。
アニメでは6話初登場。第15話でエリの気持ちに応えたことで超アプモンチップがアクティブ化された。
各国の日本国外名
韓国語：ムドモン（ハングル：무도몬）
ドスコモン プラス ナビモン
データカードダス2弾に収録されていたカードに登場。ドスコモンとナビモンがアプリンクした形態。どんな遠くにいる敵でも、ナビモンの能力で自身のドヒョウフィールドにおびき寄せることができる。必殺技は「ロックボトムアロー」。
ドスコモン プラス ミュージモン
カードゲーム1弾ブースターに収録されていたカードに登場。ドスコモンとミュージモンがアプリンクした形態。
ドスコモン プラス メールモン
カードゲーム3弾ブースターに収録されていたカードに登場。ドスコモンとメールモンがアプリンクした形態。
オウジャモン
アプリ - 戦闘 / グレード - 極 / 属性 - ゲーム
必殺技 - ゴールデンファング、フレイムストレート
ドスコモンとコーチモンが極アプ合体した極アプモン。ARフィールド内にリングを作り出し戦う。
アニメでは第21話初登場。一人称は「ワシ」、決め台詞は「ワシがオウジャモンじゃけぇ!」。語尾は「-じゃけぇ」。
3DSゲーム版では、オウジのバディアプモン。
各国の日本国外名
韓国語：ピストゥモン（ハングル：피스트몬）
ポセイドモン
アプリ - 無敵 / グレード - 神 / 属性 - ゴッド
必殺技 - トライデント・フォール、海帝掌打
オウジャモンとビューティモンが神アプ合体した無敵の能力を持つ神アプモン。
アニメでは第49話初登場。神アプリアライズし、ウラノスモン、ハデスモンと共にデウスモンとの戦闘を繰り広げるが、第50話で実体化したリヴァイアサンによってウラノスモン、ハデスモン共々吸収される。

飛鳥 虎次郎（あすか とらじろう） / アストラ
声 - 古城門志帆
ハンドルネームは「アストラ」。ミュージモンのバディで日本人の父親とイギリス人の母親の間に産まれたハーフ。本編には第7話から登場。動画サイト「APP TUBE（アプチューブ）」で動画を配信する、人気アプチューバーの鷹の台小学校5年生→6年生（第27話以降）。11歳。「ノレる？ノレない？超ノレる！」が口癖。一人称は「オレ」（アプリドライヴを手にする前や父との対話時には「ボク」とも）。実家以外で本名で呼ばれることを嫌がっている。また、年上のハル、エリ、レイ、勇仁を呼び捨てで呼んだり、「お前」呼ばわりするなど少々口が悪く、特に自分を「お子ちゃま」呼ばわりしてくるエリとは互いに自分の方が有名だと思い込んでおり、ケンカになることも。当初は敵対関係にあり、突如現れては一方的に話を進めたり、不愛想かつ素気ない態度を取るレイのことも快く思っていない。好物はキンメの煮付け。アプリドライヴのペアリングカバーの色は黄色。ペアリング時の問いは「ノレる?」で、これに対し「Yes」を選択しミュージモンとペアリングをする。
実家は代々400年続く茶道の家元で将来を半ば決められており、そのことや元々は控えめで周囲の影響を受けやすい性格であったことなども影響して家では慎ましく振る舞っている。家業を継ぐことに対する責任感も理解しており、父親に「好きに生きていい」と諭された際もそれを断れず、「家を継ぐ」と宣言していた。しかし、アプチューバー・ヒカ次郎の動画を見てAPP TUBEの面白さを知り、ミュージモンと出会ったことで考えが変わり、1日30分だけアプチューブをすることを父と約束させてもらっている。
パートナーのミュージモンとは非常にノリが合っており仲が良いが、アプチューバーのsay次郎の金銭に頼った動画に反発して自分のノリとは合わない視聴者からの評価を重視した動画を投稿しようとした時には危うく決別しそうになったことも。しかし、自分を信じて初めて動画を撮影した場所である実家付近の廃工場から動画を配信してきたミュージモンの姿を見て「大切なのは自分たちがノレるかどうか」であることを思い出し和解した。
第20話では龍太郎に京都で2年間茶道の修行を勧められたことやドリーモンに家業とアプチューバーのどちらを取るかの選択を迫られたことを機に、両方の道をあわせた新しい道「アプチューブ茶道」を目指すと決意する。
第35話ではアプリ山470総選挙の広報活動のためにエリからコラボ動画の投稿による協力を依頼され、最初はノリ気ではなく逆に自身の動画の再生数稼ぎのために彼女を利用しようと企むも最終的には母を想う彼女の気持ちに心を打たれ、コラボ動画の撮影に協力した。
各国の日本国外名
韓国語：イ・ランホ（ハングル：이랑호） / タイゴ（ハングル：타이거）
ミュージモン
声 - 田村奈央
アプリ - 音楽 / グレード - 並 / 属性 - エンタメ
必殺技 - ミュージックアワー!、ハッピープレイリスト
虎次郎のバディアプモンで、音楽アプリのアプモン。
本心を「心の音楽」として読み取ることができるようで、周囲の期待を裏切らないように家元を継ごうとする虎次郎の本音を開放させた。また、手の形をした耳が特徴で、これによってリズムをとることもある。一人称は「ボク」。虎次郎とは非常にノリが合っており、出会った当初から仲の良い一面を見せている。 同時に虎次郎のことを大切に思っており、たとえすれ違っても彼のためになる行動を起こそうとする健気な一面も。 戦闘能力も申し分なく、第9話のアプモン格付け選手権決勝戦のアプリンクプロレスでは素早い身のこなしでガッチモンやドカモンに応戦していた。
第37話でアプリドライヴを破壊されたと同時に一度は消滅したが、第38話でミネルヴァの試練を乗り越えた虎次郎たちの活躍と、彼らのアプリドライヴがアプリドライヴDUOに進化したことで復活を果たす。決め台詞は「ノー・ミュージモン ノー・ライフ!」。アニメ版では瞳にハイライトがあるが、ゲーム版ではなし。
各国の日本国外名
韓国語：ミュジモン（ハングル：뮤지몬）
ミュージモン プラス ペロリモン
第9話登場。ミュージモンとペロリモンのアプリンク形態。アプリンクにしては珍しく、劇中では特別なにかが強化されたような様子は見られなかった。
ミュージモン プラス ショットモン
カードゲーム1弾ブースターに収録されていたカードに登場。ミュージモンとショットモンがアプリンクした形態。
メディアモン
アプリ - メディアプレーヤー / グレード - 超 / 属性 - エンタメ
必殺技 - バーチャルバース、ハウリングブラスト
ミュージモン、レコモン、エムシーモン、ダンスモンのどれか2体がアプ合体した進化形態。
アニメでは第8話初登場。第15話ではドスコモンとの超アプリンクを経て超アプモンチップがアクティブ化された。
決め台詞は「ノー・メディアモン ノー・ライフなんだYo!」。
各国の日本国外名
韓国語：ミディオモン（ハングル：미디어몬）
メディアモン プラス ドスコモン
第15話登場。メディアモンとドスコモンがアプリンクした形態。メディアモンにドスコモンの腕が合体し服色が青になる。クラッシュビートを使うことができる。カードゲーム2弾ブースターにも収録されていた。
漫画版ではドクモン、ベガスモン、サクシモンとの戦闘でアプリンクした。一人称は「オレちゃん」。レイドラモンとアプリンクしたドガッチモンがサクシモンの策を打ち破ったあと、必殺技「波音砲（クラッシュビート）」を放ち、レイドラモンとアプリンクしたドガッチモンをドクモンとベガスモンの前まで投げ飛ばした。
メディアモン プラス ゴミモン
カードゲーム3弾ブースターに収録されていたカードに登場。メディアモンとゴミモンがアプリンクした形態。
エンタモン
アプリ - エンターテイメント / グレード - 極 / 属性 - エンタメ
必殺技 - ハッピーファントム、ポルテメロス
メディアモンとドリーモンが極アプ合体したエンターテインメントの極アプモン。
アニメでは第20話初登場。決め台詞は「フェスティバルあるところにミーがいる、OK？Everybody。ノー・エンタモンノー・ライフ。ミーの一人フェスの始まりデス」。
各国の日本国外名
韓国語：エントモン（ハングル：엔터몬）
ウラノスモン
アプリ - 覚醒 / グレード - 神 / 属性 - ゴッド
必殺技 - ハロー・ハロー、アストラルイラプション
エンタモンとフェイクモンが神アプ合体した覚醒の能力を持つ神アプモン。自由へと導く天空の大帝。
アニメでは第49話初登場。神アプリアライズし、ポセイドモン、ハデスモンと共にデウスモンとの戦闘を繰り広げるが、第50話で実体化したリヴァイアサンによってポセイドモン、ハデスモン共々吸収される。

桂 レイ（かつら レイ）
声 - 豊永利行
ハックモンのバディでハルのライバル的存在。本編には第3話から登場。中学2年生→3年生（第27話以降）の凄腕ハッカー。14歳。フード付きの黒いパーカーと縫い目のついた黒いズボンが特徴。一人称は「オレ」。二人称は「お前」または「君（きみ）」。「リヴァイアサンに手出しはさせない」と呟いたり、チューチューゼリーを飲んでいることが多い。他者に対しては基本的にフルネーム呼び（ハル→「新海 ハル」、エリ→「花嵐 エリ」）、ハックモン以外のアプモンはアプリの種類名（ガッチモン→「検索」）で呼んでいる。ハッカーとしての実力は非常に高く、一度はリヴァイアサンの情報を掴む寸前に至ったこともある。また、資金稼ぎのためにハッキングを利用した仕事も行っている模様。アプリドライヴのペアリングカバーの色は黒。ペアリング時の問いは「あなたは一人ですか?」で、これに対し「No」を選択しハックモンとペアリングをする。
12歳の時に母を亡くし、その後親戚が唯一の肉親であった弟のはじめと引き離そうとしてきたため、はじめと2人だけで暮らせるよう戸籍データにハッキングして自身とはじめの個人情報を書き換えていた。母の死から1年が経ったある日、ネットに公開されていた謎解きゲームとそこに掲載されていた「全ての謎を解き1位を奪取せよ」の文句に惹かれ、数週間かけてゲームの攻略に熱中していた。しかし、それはリヴァイアサンの仕組んだ罠であり、リヴァイアサンの用意したゴール地点に自分より先にはじめが飛び込んでしまったために目の前でリヴァイアサンにはじめを攫われてしまう。
その後、とある場所に設けたアジトを活動拠点にし、はじめの捜索を開始。そしてアプリドライヴを手に入れ、リヴァイアサンに逆ハッキングされそうになったこととデジップモンに敗北したことを機に2度にわたって自分を助けてくれたハックモンとペアリングをし（第22話）、デジップモンとの再戦に備えて力をつけるのと同時にリヴァイアサンに対抗するための力として7codeアプモンを探しつつはじめの行方を追っていた。
劇中での初登場となった第3話では7codeアプモンの1体であるメールモンを捕らえ、以降はハルたちの動向も探るようになる。
第9話にてハルたちの前に姿を現し、その後第10話にてメールモンを利用して「7code会」という偽パーティーを開き、ハルたちを誘い寄せ対峙する。圧倒的な実力差とレイドラモンの戦闘力でドガッチモン・ドスコモン・メディアモンの超アプモン3体を倒し、ロープレモンとゴミモンのチップを奪った後、「今すぐリヴァイアサンから手を退け」とハルたちに警告し去る。
さらに第11話ではじめの行方の手がかりを握っていると思われるサクシモンを追跡している最中、サーフェスウェブにて7codeを返してもらおうと自分を追ってきたハルたちと再会し、結果的にサクシモンの攻撃からハルたちを助け出す。しかし、自身の過去とはじめの存在を知られてしまったことでヤケになり、レイドラモンを強くするための糧にしようとハルたちの持つアプモンチップを全て奪おうと攻撃を仕掛ける。だがその直後、サクシモンに囚われ対峙するも、サクシモンの策の前にレイドラモンも敗れてしまい、自身も絶体絶命の危機に追いやられてしまう。そこへ駆けつけたハルたちに助けられ、最初はそれを非難するもはじめを助けたいという想いを真実として受け止めたハルにレイドラモンの超アプモンチップを託し、サクシモンを倒してもらう。同時にドガッチモンの超検索ではじめの行方の手掛かりを掴めそうになるも、リヴァイアサンの妨害でサクシモンの全データが消去されたため、それを得ることは叶わなかったが、はじめが今も生きていることだけは確認できた。サクシモン撃破後、助けられた借りを返すためにハルたちから奪ったロープレモンとゴミモンの7codeアプモンチップを返した。また、自身が手に入れたメールモンの7codeアプモンチップもハルに渡し、再びはじめの行方を追うために去っていった。
第14話以降は7codeアプモンの入手をハルたちに託し、自身はリヴァイアサン一味の動向の追跡に専念し始める。
第22話ではレイドラモンのアプ合体の相手であるデジップモンに再戦を挑み、リベンジを果たすと同時にレイドラモンをリバイブモンへと進化させることに成功した。
第23話のワルダモンとの決戦時にハルたちに合流するも、第25話ではディープウェブに到着した直後に彼らと別れ、はじめの行方の手掛かりを掴むべく再び単独で行動を開始。サイバー九龍内の情報屋のアプモンをハッキングし、はじめが人間をデータ化し別の形に再構成する実験体にされたことを知り失望する。第33話ではディープウェブへ再突入する際、石にされた状態でなおも扉を支え続けるダンテモンに対して巨大チューチューゼリーや肩こり用の巨大湿布を差し入れするなど気を配る一面や、第38話ではバディアプモンたちに頼り切って甘えや弱音を吐くハルたちを一喝するなど、他者と協力していこうとする姿も見せていく。第42話でスリープモンになったはじめを救出する。
漫画版では第3話の最後に初登場。セブンコードアプモンを奪おうとハルたちの前に現れる。レイドラモンとタロットモンを超アプリアライズして圧倒し、自身の名前を名乗り「いますぐ引け」とハルたちに忠告し、セブンコードパッドを奪ったが、ステルス能力を利用したミエーヌモンに奪われてしまう。その後、「はじめ君ですか。まだ生きてるといいですね」と発言したサクシモンの言葉に腹立し、レイドラモンにミエーヌモンたちに情報を吐かせようとするも、圧倒的な力でレイドラモンも敗れ、自身も軽傷を負う。サクシモンに始末されそうになるも、ハルにアプリアライズされたウェザーモンによって逃れられ、ハルに助けてもらう。その後、樫の木書店に避難されるも、卑劣な態度を取ってハックモンと共に一人だけでミエーヌモンたちのところへ向かうも返り討ちに遭う。そこをハルたちが駆けつけ協力する。その後、レイドラモンとアプリンクしたドッガチモンの超検索で分解したサクシモンのデータにはじめが生きていることが確認できたが、そのほかはリヴァイアサンの手によってサクシモンの全データが消去される。同話の終盤でグローブモンの必殺技の振動でミエーヌモンがセブンコードパッドを落として退散した後、借りを返すためにメールモンからコピペモンまでのセブンコードアプモンチップごとセブンコードパッドをハルたちに返した。
各国の日本国外名
韓国語：グォン・レイ（ハングル：권레이）
ハックモン
声 - 阪口大助
アプリ - ハッキング / グレード - 並 / 属性 - システム
必殺技 - ヴァンキッシュクロー、ストレンジハック、ダブルハック、トリプルハック
レイのバディアプモン。ハッキングのアプモンでアプモンを誤動作させる。また、アプリンクを分離したり、使用不可なノーアクティブチップでも強制的に使用可能な状態にすることも可能。一人称は「オレ」。
アニメでは第3話初登場。アプリンクをしたガッチモン、ドカモン、ミュージモンの3体をあっさり倒すなど、もともと高い実力を有しており、第22話ではレイとの連携を駆使して超アプモンであるデジップモンに勝利するほどのパワーアップを果たしている。あらゆるデバイスにハッキングで入り込み情報を操作することが可能だが、唯一リヴァイアサンにだけはそれを跳ね除けられている。そのため自身のプライドを傷つけたリヴァイアサンに強い対抗心を抱いており、無謀ながらも一度はリヴァイアサンの情報を掴む寸前にまで至ったレイにペアリングを申し出た。最初は拒否されるも、その後自身の提供した情報をもとに単身デジップモンに接触するも返り討ちにされたレイを救出したことで改めて彼のバディアプモンとなった。
レイに対しては時折見せる無謀ともいえる一面から「バカで気に入らない」と吐き捨てる一方、「自身の能力を最大限に活かせる唯一のハッカー」として信頼している。また、前述のようにレイを救うためならば身を呈することも多々ある。はじめのことで感情的かつ暴走しがちになるレイを諫めることも多い。
クールかつ冷めた印象が強いが、第33話では樫の木書店の地下の秘密基地をレイと共に訪れた際に、ガッチモンから差し出されたガッチモナカに興味を示したり、レイが出発を催促したために結局食べられずじまいになってショックを受け、深いため息をつく一面などを見せていた。
第37話でアプリドライヴを破壊されたと同時に一度は消滅したが、第38話でミネルヴァの試練を乗り越えたレイたちの活躍と、彼らのアプリドライヴがアプリドライヴDUOに進化したことで復活を果たす。
『デジモンアドベンチャー tri.』に登場するハックモンとは異なる。
各国の日本国外名
韓国語：ヘッモン（ハングル：핵몬）
ハックモン プラス ナビモン
カードゲーム1弾ブースターに収録されていたカードに登場。ハックモンとナビモンがアプリンクした形態。
レイドラモン
アプリ - 超ハッキング / グレード - 超 / 属性 - システム
必殺技 - バラージジャック、ダブルハック
ハックモン、プロテクモン、ピーポモンのどれか2体がアプ合体した進化形態。超ハッキングの能力を持つ。
アニメでは第10話初登場。ノーアクティブ状態の超アプモンチップをハックモンとプロテクモンの能力で強制的にアクティブ化させ、超アプリアライズを可能とさせた。ハックモンの時より強く、同じくアプ合体したドガッチモン、メディアモン、ドスコモンを圧倒するほどの力を持つ。
各国の日本国外名
韓国語：レイドゥラモン（ハングル：레이드라몬）
レイドラモン プラス メディアモン
データカードダス3弾に収録されていたカードに登場。レイドラモンとメディアモンがアプリンクした形態。
レイドラモン プラス テラーモン
カードゲーム3弾ブースターに収録されていたカードに登場。レイドラモンとテラーモンがアプリンクした形態。
リバイブモン
アプリ - 復元 / グレード - 極 / 属性 - システム
必殺技 - ヴンダーゲネシス、セイバーシュトラール
レイドラモンとデジップモンが極アプ合体をした復元の能力を持つ極アプモン。その力は戦闘時だけでなく、自身や仲間の傷を癒すなど回復の面でも発揮される。
各国の日本国外名
韓国語：リバイブモン（ハングル：리바이브몬）
アニメでは第22話より登場。決め台詞は「滅んだ宇宙すら復元する…我こそはリバイブモン!!」。
ハデスモン
アプリ - 変化 / グレード - 神 / 属性 - ゴッド
必殺技 - ヘル・カキア、メランエクスプロード
リバイブモンとバイオモンが神アプ合体した変化の能力を持つ神アプモン。
アニメでは第49話より登場。神アプリアライズし、ポセイドモン、ウラノスモンと共にデウスモンとの戦闘を繰り広げるが、第50話で実体化したリヴァイアサンによってポセイドモン、ウラノスモン共々吸収される。

大空 勇仁（おおぞら ゆうじん）
声 - 古川慎
ハルの親友。ふじみ坂中学校1年生→2年生（第27話以降）。13歳。オフモンのバディ。本編には第1話から登場し、第26話以降から五人目のアプリドライヴァーとなる。一人称は「オレ」。ハルから主人公キャラと思われているのに対し、ハルを「優しい奴が一歩踏み出したら最強なんじゃないか」と評している。スポーツマンで特にサッカーが上手く女子からの人気も高い。熱い心を秘め爽やかで落ち着いた性格の持ち主だが小学生のころは勝気だった。好物はパスタ。アプリドライヴDUOのペアリングカバーの色は紫。ペアリング時の問いは「命に替えても守りたい友達がいますか?」で、これに対し「Yes」を選択しオフモンとペアリングをする。
小学4年生の時にハルのいる小学校に転校してくる。転校後、間近に迫っていた球技大会で優勝しようと張り切るも練習中に一人熱くなりすぎたためにクラスメイトたちから疎ましく思われ孤立してしまう。そんな時にハルと出会い、彼とサッカーの練習をしていくうちにクラスメイトたちとの誤解も解け、最終的には準優勝留まりになってしまうもクラスに馴染むことができた。このことがきっかけとなり、ハルに対して憧れの感情を抱くようになる。
ハルがアプリドライヴァーになりエリや虎次郎と交流を持ち始めてから距離を置かれるようになる（勇仁を危険な目に遭わせないため）。それでもハルが何かを抱えていると察して密かに親友の身を案じていた。
第27話でアプリドライヴDUOを入手し、サテラモンとツブモンの襲撃で窮地に立たされたハルたちの前に現れ、初陣ながらもオフモンと共に勝利を収めた。
ハルとは至極良好的な関係を築き上げている一方で、第1話からすでにアプモンを目視し樫の木書店の秘密の地下書庫も把握しているなど不審な行動をとっており、その際に目が赤く光っている。また何事もハルを優先的にする傾向にあるため、仲の良さも含め周囲に驚かれることが多い。
第37話でハルたちを助けるためにクラウドに捕らわれるが、第41話でハルたちによって救出された。
第47話で自身がリヴァイアサンに作られハルに接近し監視し信頼を得るために人間社会に潜伏していたアンドロイド（人工知能）「対人情報収集用ヒト型起動端末YJ14」であることを明かし、第48話で真実を受け入れられないハルを一度は戦意喪失まで追い込んだ。リヴァイアサンのボディの大破と共に一時的に自我を取り戻した直後にリヴァイアサンのプログラムがダウンロードされ身体を乗っ取られるが、リヴァイアサンと自分のデータを削除する完全消滅プログラムをハルの代わりに起動させ、リヴァイアサンと共に消滅した。
漫画版では上記のアンドロイドではなく、ハルたちと同じく普通の人間という設定になっている。
各国の日本国外名
韓国語：ギム・ヨンウン（ハングル：김영웅）
オフモン
声 - 嶋村侑
アプリ - オフライン / グレード - 並 / 属性 - ゲーム
必殺技 - スイッチレイジー、タチキルリンク
オフラインゲームアプリのアプモン。
アニメでは第27話初登場。勇仁のバディアプモン。語尾に「〜おふ」をつけるのが特徴。恐がりかつ泣き虫な性格であり基本ネガティブ思考。恐いときは勇仁に甘噛みする。一人称は「ボク」。
臆病な言動とは裏腹に高い潜在能力を秘めており、スイッチレイジーの威力（広範囲の爆発）を見た一同から「エグい」「怖い」と驚愕させたほど。ただし本人が遅鈍なため、技を繰り出すまでに時間がかかるのが難点。勇仁とは回転寿司店で出会い、オフモン自体は平皿に対しアプリドライヴDUOは黄金皿で運ばれた。内気な気ゆえに好戦的ではないが、恐怖が頂点に達するとその恐怖心を振り払おうと技を繰り出そうとするのでバディアプモンの中では割と凶暴。
オフラインという閉鎖的な環境にいたために人馴れしておらず、加えて年少であるゆえにハルやエリたちに可愛がられており、第29話ではガッチモンが拗ねて家出する原因になった。
第47話で勇仁がリヴァイアサンの下僕として正体を現した後も従っていたが、内心は止めたいと思っていた。リヴァイアサンの騒動の解決後、勇仁を失いながらも落ち込まずにハルたちと暮らしている。
ゲーム版ではナオトのバディアプモン。すぐに謝ってしまう気の弱い性格だが、ナオトに尽くそうとする思いが強い一方で、内に黒い思いを秘めている。
各国の日本国外名
韓国語：オプモン（ハングル：오프몬）
シャットモン
声 - 藤原貴弘
アプリ - 強制終了 / グレード - 極 / 属性 - ツール
必殺技 - シザーズブラック、ルーナインパルス
ロガモンとタイムモンがアプ合体した強制終了の極アプモン。
アニメでは第31話初登場。アニメではアプ合体をせずにアクティブ化したためロガモンは登場せず、オフモン単体で極アプモンへとアプリアライズした。アプリドライヴDUOでアプリアライズしているため時間制限を持たない。初登場時に強制終了の破壊衝動を持っているため暴走していたが、第32話で自我を取り戻しコントロールが可能となった。
ゲーム版ではオフモンの姿には戻らず、通常時もこのままの姿でいる。気の弱い性格は健在だが、終盤で全ての事件の黒幕だったことが明らかになる。
各国の日本国外名
韓国語：ショッモン（ハングル：셧몬）
シャットモン プラス グローブモン
第32話登場。シャットモンとグローブモンがアプリンクした形態。サテラモンと戦い、必殺技で圧倒した。
漫画版では第7話登場。ドクモンとベガスモンによって回復したグローブモンとアプリンクし、岩を操ったワルダモンの糸をグローブモンのグローバル能力で切り離して岩を破壊した。その後、ワルダモンの後ろに回り込み、必殺技「ザータンムント」で始末しようとしたワルダモンを必殺技「シャットエンド」で真っ二つにした。
リブートモン
アプリ - 再起動 / グレード - 神 / 属性 - ゴッド
必殺技 - レフィシオール、ホライゾンタルフレア、エクリプスイレイザー
シャットモンとブートモンが神アプ合体した再起動の能力を持つ神アプモン。
アニメでは第49話登場。強制的にアクティブ化したブートモンとシャットモンを神アプリアライズした。
3DS版ではアプモンを切り離し、その能力を奪うことができる。ブートモンを切り離した状態でもそのままの姿となり、さらにシャットモンをも切り離して暴走しウイルス化する。3DS版におけるラストボス。
各国の日本国外名
韓国語：リブトゥモン（ハングル：리부트몬）

### ハルの友人たち
樫木 亜衣（かしき あい）
声 - 渕上舞
ハルの幼なじみで憧れの女の子。ふじみ坂中学校1年生→2年生（第27話以降）。13歳。一人称は「わたし」。金髪のショートヘアが特徴。実家は「樫の木書店」という名の本屋で、父を手伝いながら二人で暮らしている。母親の詳細は不明。
第13話でカレンダモンの騒動でアプモンのことを知り、樫の木書店の秘密の地下書庫をハルやアプモンたちに提供する。本が大好き。性格は穏やかで心優しいが、怒ると恐い一面があり、恐怖心から危うく地下ごと店を吹き飛ばそうとしたオフモンを耳元での囁きだけで萎縮させたこともある。
漫画版では第4話でミエーヌモン、サクシモン、ベガスモン、ドクモンから樫の木書店の秘密の地下書庫に逃げてきたハルたちを見つけてアプモンのことを知り、アニメ版同様地下書庫をハルやアプモンたちに提供する。
各国の日本国外名
韓国語：ヨン・ボラ（ハングル：연보라）
和戸 尊（わと たける） / ワトソン
声 - 広橋涼
ハルの幼なじみでクラスメイト。ふじみ坂中学校1年生→2年生（第27話以降）。13歳。一人称は「ボク」。愛称は「ワトソン」。スマホやゲームなどデジタルなアイテムを好んでおり、ゆえにアプモンによる事件の被害を被ることが多い。また、最新ゲームをいち早く攻略したことや最新式のアイテムを手に入れたことを自慢して優越感を抱いたり、それまで支持していたワッフルOSからL・OSにあっさり鞍替えするなど調子の良い一面も。
第14話以降、エリに対して憧れるようになったのか彼女にサインを求めたり、第17話でのふじみ坂商店街ニューイヤーフェスで行われたエリのソロライブにも来ていた（ただし、サイン自体は貰えていない模様）。
各国の日本国外名
韓国語：オ・アスン（ハングル：오아승） / ワッスン（ハングル：왓슨）
ケンタ、コウキ
声 - 高橋伸也（ケンタ）、高橋李依（コウキ）
二人ともワトソンとハルの友人。

### Lコープ関係者
雲龍寺 ナイト（うんりゅうじ ナイト） / クラウド
声 - 島﨑信長
第33話より登場。大企業Lコープの新CEO。16歳。海外で育った天才少年で12歳にして飛び級で高校を卒業し大学に入学、その後15歳で大学院を卒業している。
社長就任時は空中降下からのジェットパックで着陸したり、名乗りで下の名前を他者に呼ばせたりと、言動はナルシストじみているが、それに相応するカリスマ性を持つ。女性のファンが多い。
小学生のころに両親の仕事の都合で渡米することとなり、離れ離れになった日本の友人たちとネット上で連絡を取るためにコミュニケーションアプリ「BOLLOON」を開発。それが企業の目に留まり瞬く間に世界中に広まるも誹謗中傷や犯罪に利用するなど、悪意を持って使う人間たちに絶望した時にリヴァイアサンと出会う。
当初、リヴァイアサンの使者を名乗る「クラウド」という仮面の男としてハルたちの前に現れたが、アプリ山470総選挙の後に正体を明かしている。
人類とAIと融合させることを目標とし、その障害となるものはいかなるものであれ抹殺、抹消を行う。リヴァイアサンから自分も抹殺対象になったことで自暴自棄になるが、ハルに救われ、どこかへと去る。現実世界ではLコープのCEOを解任されており、後継にリヴァイアサンが新たなCEOとなった。
漫画版では第7話の最後に登場。ハルたちに倒されたサテラモン、コメットモン、ワルダモンのアプモンチップを回収した。初登場時や第8話での後ろ姿では仮面をしていたが、第8話でリヴァイアサンの使者と名乗る直前仮面を外している。第8話でビューティモン、フェイクモン、スリープモンとともにハルたちの前に現れる。第9話でハルたちを始末するためにアプリドライヴでフェイクモンとビューティモンをアプリンクさせた。極アプリンクしたフェイクモンの圧倒的な力で苦戦させたが、力を溜めたカリスモンにフェイクモンたちを倒された。
各国の日本国外名
韓国語：ナ・ヨンウン（ハングル：나용운） / クラウドゥ（ハングル：클라우드）
梅松 竹男（うめまつ たけお）
声 - 町田政則
第14話より登場。大企業Lコープの元CEO。70歳。若いころにリヴァイアサンの先導のもとで上り詰めたが、初登場時にはミエーヌモンに執事のようにこき使われていた。その後、第33話にて再登場。CEOにもかかわらずアプリ山470のことを「アプリ山（ざん）」と読んでエリたちに不興を買ったり、「Lコープにとっては蟻の鼻毛、些細な存在」とテレビの前で発言するような人物。第33話で雲龍寺ナイトと交代する形で、事前宣告なく解任発表された。

#### アプリ山470関係者
アプリ山470（アプリやまヨンナナマル）は、「アプリの数だけアイドルがいる」をキャッチフレーズにしているアイドルグループ。大企業Lコープによってプロデュースされた。メンバー数は現在470名。エリは最も新しく加入した「470番目のアイドル」。アプリを使い順位付けするネット投票「アプリ山470総選挙」というイベントがある。特に上位9名は選抜メンバー「9人ゴッド」と呼ばれメディア出演が多い。Lコープ解散後は不明。
花嵐 エリ（からん エリ）
アプリドライヴァーを参照
黄林 エレナ（きばやし エレナ）
声 - 高橋李依
第5話から登場。金髪のポニーテールが特徴で関西弁を用いる。キャッチコピーは「アメリカ仕込みのツッコミマシーン」。お笑い情報アプリのPRを担当。第21話ではライブの出場権を懸けたじゃんけん対決でエリに勝利している。明るく陽気な性格とは裏腹に仕事では真剣な一面を見せており、第42話ではイベントキャラクターの着ぐるみのピンチヒッターを急遽任されて尻ごみするレイに無茶ぶりを任せたことを謝罪しつつ「むっつり不機嫌な顔してても誰もハッピーにできへん」と説得し、自らがキャラクターの一発芸のお手本を見せることでレイをサポートした。アプリ山470での人気順位は第36話時点で100位。エピローグでは新しいプロダクションでアイドル活動を再開している。
各国の日本国外名
韓国語：エルレナ / エレナ（ハングル：엘레나）
真白 アリス（ましろ アリス）
声 - 水瀬いのり
第5話から登場。キャッチコピーは「不思議の国のメルヘンメガネ」。読書アプリのPRを担当。ウサギのぬいぐるみを持ち歩いている。第5話のドレスモンの騒動ではハゲ頭のカツラを被せられるという害を被った。仕事ではシビアな一面があり、第42話では挨拶ができない新人マネージャーのレイに対し、ぬいぐるみに言わせる形で「使えない」と称した。エピローグでは新しいプロダクションでアイドル活動を再開している。
各国の日本国外名
韓国語：エルリス / エリス（ハングル：앨리스）
神楽坂 いずみ（かぐらざか いずみ）
声 - 堀江由衣
第21話から登場。エリが尊敬する、アプリ山470不動のセンター。何でもこなせるパーフェクトアイドル。新メンバーの採用面接に面接官の1人として出席した際にエリと初めて出会い、彼女に一目置いている。
各国の日本国外名
韓国語：イ・ジュミ / イ・ズミ（ハングル：이주미）
姉崎（あねざき）マネージャー
声 - 竹内絢子
エリのマネージャー。ハキハキした女性でアイドルとして活動するエリの良き理解者。炎上の可能性があるアプッターも「エリならプラスになることがきちんと呟ける」と後押するなどエリの努力を評価しており、事務所経由で高級リゾート地に「すごく頑張ってくれているから」という理由でご褒美旅行をプレゼントした。総選挙の中間発表で一位になった際は「努力が実ったのね」と喜んだ。エピローグでは姉崎プロダクションを立ち上げエリたちのアイドル活動を支援している。
- その他のメンバー。何人かは顔を出している。

扇町さくら、尾道ひかり、一宮こまき、筑紫みやこ、姫路うみ、八街いよ、祇園まいこ、相模原みなこ、東雲つぱめ、阿南よしの、十和田あんず、呉羽なぎさ、天瀬ほたる、春巻さなえ、湯河原まほ（声 - 鈴木みのり）

### 家族・身内
ハルの母親
声 - 吉田小百合
第1話から登場。瞳の色が赤いことを除けばハルと瓜二つな顔をしている。非公開の子育てブログを書いており、幼少期のハルの画像（ハルのおねしょの写真も含む）も投稿していたがLウイルスで暴走したメッセモンの影響により流出してしまった。
新海 電衛門（しんかい でんえもん）
声 - 高木渉
第16話から判明したハルの祖父（父方）。ハルが幼いころに亡くなっており、現在は故人。かなりテンションが高い。数学者であり、1956年に行われたダートマス会議に最年少で参加した際にジョン・マッカーシーやマービン・ミンスキーの影響を受けAIミネルヴァの開発をしていたが、結果的に悪の人工知能リヴァイアサンを生み出すことになってしまう。リヴァイアサンに利用されないよう自分の痕跡を消し、来たる日のためにメッセージ（リヴァイアサンに悟られぬよう、東京大東都大学にある自身の研究室で旧式のビデオテープに録画したもの）を残していた。晩年リヴァイアサンに命を狙われ、生命維持装置を止められ命を失うが、自らのバックアップデータを残しネットに隠蔽していた。
第38話でガッチモンたちと勇仁を失い、意気消沈していたハルの前に自動販売機を通じてドット絵風に現れ、ハルたちを樫の木書店の開かずの間へ行くよう指示した後、辿り着いたネットの世界でハルたちの前に現れる。肉体を失っても悲観はしておらず、自身を「死んでる」と笑い飛ばしたり「データ（の肉体）はいい。ケガや病気の心配も何もない」と言い切った。アプリドライヴから流れる声と同じ。最終決戦でもハルたちを支援し、その後どさくさに紛れアプリアライズしている。
漫画版では第6話でのタイムモンの話で初登場。第10話でデータなって生きているとタイムモンからハルたちに聞かされ、バイオモンがガッチモンたちを助けたあと、タイムモンと共にハルたちの前に現れ、エリ、虎次郎にアプリドライヴDUOを渡した。
各国の日本国外名
韓国語：ハン・ジョンムン / ハン・ゾンムン（ハングル：한전문）
エリの母親
声 - 早水リサ
第35話でエリの回想中に顔見せする形で登場。その後、第36話で総選挙終了後に職場からエリに電話を送っており、10位当選のお祝いの言葉を贈った。
各国の日本国外名
韓国語：ギム・チョンハ（ハングル：김청하）
飛鳥 龍太郎（あすか りゅうたろう)
声 - 田中美央
第7話で登場。虎次郎の父親で飛鳥家の現・当主。周囲の期待に押され、自分の気持ちを押し殺し続けていた虎次郎を心配していた。ミュージモンとの出会いを経て「1日30分だけアプチューブをさせて欲しい」という虎次郎の頼みを受け入れたり、自身の経験から虎次郎に京都で2年間の修行をしてみないかと提案しつつも最終的には「この土地で学びたいことがあるから」という虎次郎の言葉を信じ修行の件は改めて話すことにするなど、虎次郎を暖かく見守りながら信じる心優しい一面を持つ。また、彼自身も無理をしがちなところがあり、高齢かつ当主としての激務が祟り、第20話では過労で倒れてしまったこともあった。命に別状はない。
各国の日本国外名
韓国語：イ・イルナム（ハングル：이일남）
飛鳥 ジェニー（あすか ジェニー）
声 - 中尾衣里
第20話登場。虎次郎の母親でイギリス人。性格は明るく天真爛漫かつやや子供っぽい。虎次郎からは「ジェニー」と名前で呼ばれている。ロンドンの紅茶ショップで偶然訪れていた龍太郎に一目惚れし、その後彼を追って日本を訪れ結婚した。虎次郎曰く「二人の馴れ初めの話を5万回は聞かされた」とのこと。
各国の日本国外名
韓国語：ジェニ / ゼニ（ハングル：제니）
飛鳥 龍次郎（あすか りゅうじろう）
声 - 石井康嗣
第46話登場。虎次郎の叔父で龍太郎の弟。一人称は「ワシ」で、龍太郎を「兄者」と呼ぶ。難攻不落、脱出不可能とされる「亜流火虎寺（アルカトラじ）」の僧侶。少年時代には龍太郎と共に亜流火虎寺で修行させられていたが、その後脱走に成功しており、数少ない2人だけの脱走者として語り継がれている。次期当主の自覚が足りないとして虎次郎を鍛え直すために彼を亜流火虎寺に連れ去るも、最終的にはミュージモンやハルたちの協力を得た虎次郎に脱走されてしまう。しかし、自身や兄に続いて3人目の脱走成功者となった虎次郎の信念と思いの強さを認め、追撃を断念し見送った。
各国の日本国外名
韓国語：イ・イナム（ハングル：이이남）
桂 はじめ（かつら はじめ）
声 - 水瀬いのり
第11話で存在が判明したレイの弟。リヴァイアサンの罠にはまり、データ化させられ捕らわれの身になっている。
第12話でサクシモンのデータを介して生存が確認されたが、その後第25話にて「人間をデータ化し別の形に再構成する実験」の実験体にされ、同時にその実験の最初の成功例として人間としての姿を奪われてしまったことが発覚した。第42話でスリープモンであったことがわかり救出された。当初はどんなことをしても起きなかったが、レイの作った焦げた卵焼きの臭いをきっかけにもとの姿に戻った。
囚われた理由はリヴァイアサンがしかけた知能テストに世界で最初に解いた世界最高の知能を持つ人物であったためだった。そのためにブートモンを作らされたが、悪用される前に脱出させるが自身はスリープモンに改造されてしまった。
リヴァイアサンにさらわれるまでは自身が天才的頭脳の持ち主であることを知らず、兄のレイも気づいていなかった。救出された後は樫の木書店地下にある秘密基地で、その能力を駆使してブートモンの居場所の特定や、リヴァイアサンに狙われないようネット回線に特製のファイアウォールでガードさせるなど、自身を守りつつハルたちのサポートを行っている。性格は利発で明るく社交的。兄のレイには弟らしい一面で話すが、ハルたちには「さん」付けをして敬語で話すなど礼儀正しく振る舞う。レイが作る卵焼きが好物。
漫画版では第4話でハックモンがはじめのことを話している。第5話でサクシモンのデータを介して生存が確認された。第9話ではディープウェブでハルがグローブモンを極アプリアライズしようとした直前悲鳴が聞こえた。ディープウェブにいるアプモンのどれかのデータと化して閉じ込められており、リバイブモンのフィールドハックによってデータの状態でフェイクモンの中にいることがわかった。第10話でフェイクモンたちが倒されたあと、リバイブモンの復元能力によって元の姿に戻り、レイとの再会を果たした。
各国の日本国外名
韓国語：グォン・アイン（ハングル：권아인）
勇仁の母親
声 - 仲村かおり
第28話より登場。「勇仁のことならなんでもわかる」と怪しげな言動をするが、その正体は実の母親ではなくアンドロイドを開発したLコープ研究員だった。
亜衣の父親
声 - 青山穣
第2話から登場。亜衣の父で樫の木書店を経営している。亜衣と同じく穏やかで心優しい性格。本が大好きで、クリスマスの日には朗読会などで本の素晴らしさを知ってもらえると考える一方で、いつも心優しい人や頑張っている人、辛いことや深い苦しみにある人たちが、一日だけでも笑顔になれるようにという思いを込めていた。家の地下に巨大な書庫があることは気づいていない。

### その他の人物
巻き込まれおじさん
声 - 上別府仁資
アフロヘアーとヒゲが特徴の中年男性。一人称は「ワタシ」。外国人被れな口調が特徴。アプモンによる事件の被害によく巻き込まれており、その度に「ノーウ!!」と絶叫している。様々な職業に転職している模様。また、日本国内に留まらず、海外で姿を現したり海外に向かおうとしている場面も見られる。アプリ山470の黄林エレナのファン（第27話）。
ヒカ次郎（ヒカじろう）
声 - HIKAKIN
第7話登場。有名なアプチューバー。
セイ次郎（セイじろう）
声 - SEIKIN
第8話登場。世界には存在せず、ミエーヌモンが造り出していた。
巻き込まれおばさん
声 - 八百屋杏
第14話登場。メガネをかけている太った女性。パズルモンの暴走によってデパートの正面ゲートの扉の前で立ち往生させられ、タイムセールに出遅れてしまう。この際、巻き込まれおじさん同様に「ノーウ!!」と絶叫していた。
初海（はつみ）
声 - 宮本佳那子
第17話登場。エリの大ファンの少女。小学4年生。両親は転勤しており、祖父母が経営しているふじみ坂商店街の実家「お食事処キッチンふじみ」に住んでいる。毎月お小遣いでエリの特集が掲載されている雑誌を買いに樫の木書店を訪れており、亜衣とも親しい。
各国の日本国外名
韓国語：ジョン・ミンチェ / ゾン・ミンチェ（ハングル：정민채）
ソウタ
声 - 東山奈央
第29話登場。家出をして迷子になっていた時にガッチモンたちと出会った幼稚園児。
オカルトハンターJ
声 - 森久保祥太郎
第29話登場。ガッチモンたちを見つけるが、ぬいぐるみだと思い諦める。
飛鳥 ひなぎく（あすか ひなぎく）
声 - 駒形友梨
虎次郎のファンの女の子。ハンドルネームは「ひなりん」。病気を患っており、入院先の病院から毎回感想のコメントを入れている。本名は「飛鳥」であるが、虎次郎や彼の実家との関係の有無などについては不明。

### 7codeアプモン
メールモン
声 - 根本幸多
アプリ - メール / グレード - 並 / 属性 - ソーシャル
必殺技 - メールダーツ、トラブルポスト
コードNo.1。仕事熱心なメール配達の7codeアプモン。仕事一筋の職人気質。郵便の配達人のような格好をしており、ローラースケートを履いている。腕が4本あり、それを使って次々とメールを飛ばし、迅速かつ正確に宛先に届ける。お願いすれば迷惑メールの検閲もしてくれる。メール配達のカバンを背負っていて、黒い顔の中心に郵便ポストのマークがある。必殺技のメールダーツは手紙を紙飛行機に変えて攻撃する。アニメ・漫画版と共に敬語口調で喋る。
アニメでは第3話、第10話、第24話登場。ハルと同じく気弱で臆病な性格の小心者。初登場時はLウイルスに感染していないにもかかわらずレイとハックモンに倒され、強制的にアプモンチップに変えられてしまう。
その後の第10話では嫌々ながらも、ハルから他の7codeアプモンチップを奪うために、7code会の主催者としてレイに利用される。ガッチモンのヘルメットの中にあるセブンコードパッドを奪おうと色々な方法でガッチモンのヘルメットを脱がせようとするが失敗ばかりしていた。
第12話でサクシモンから助けられたレイからハルに渡される。
第24話で石化したダンテモンの体内から生還した後は引き続きハルの供として彼に同行する。
漫画版では第2話でリヴァイアサンに操られ、変なメールを送りだしたり会社の情報を流出させ、スコープモンと共にハルたちの前に姿を現す。最後はドガッチモンとドスコモンの必殺技によってスコープモン共々倒された。その後、セブンコードアプモンチップに戻り、以降はハルに同行する。メル友がおり、第3話で虎次郎にあった際、友達にメールを送っていた。また、アプリアライズしていた際、ハルから静かにするよう言われたが、それに対し「あいつの方がうるさいですよ？」を発言したこともある。4話でレイドラモンの必殺技によって、セブンコードアプモンチップをコード5までのアプモン共々セブンコードパッドごとレイに奪われてしまう。その後、ミエーヌモンによって奪われてしまうも、第5話でミエーヌモンが落とし退散した後、レイからハルに返される。
各国の日本国外名
韓国語：メイルモン（ハングル：메일몬）
ロープレモン
声 - 水島大宙
アプリ - ロープレ / グレード - 並 / 属性 - ゲーム
必殺技 - ホーリーソード、ブレイブシールド
コードNo.2。ロールプレイングゲームの「7code」アプモン。赤いマント、右腕にホーリーソード、左腕にブレイブシールドを装備した勇者のような姿をしている。
アニメでは第3話初登場。不人気ゲーム「おもしろわくわくダンジョン」のアプリで、大人気ゲームアプリ「ファンタジーサーガ」に嫉妬していた。手に持つ発光体は任意で光を消すことができ、体内にしまえる（第10話でメールモンも同様の行為をしている）。
第10話でレイドラモンの超ハックによって、アプモンチップをゴミモン共々レイに奪われてしまうものの、第12話でサクシモンから助けられたレイからハルに返される。
第24話で石化したダンテモンの体内から生還した後は、引き続きハルの供として彼に同行する。
漫画版では登場場面は描かれていないが、ハルに入手されている。第4話でレイドラモンの必殺技によってセブンコードアプモンチップをコード5までのアプモン共々セブンコードパッドごとレイに奪われてしまう。その後、ミエーヌモンによって奪われてしまうも、第5話でミエーヌモンが落とし退散した後、レイからハルに返される。
各国の日本国外名
韓国語：ロルプレイモン（ハングル：롤플레이몬）
ゴミモン
声 - 高戸靖広
アプリ - ごみ箱 / グレード - 並 / 属性 - ツール
必殺技 - ダストハント、トラッシュボム
データ削除の力を持つ7codeアプモン。ピンク色の体にゴミ箱に入ったような姿をしている。右手の裏にゴミ箱の蓋がついている。
アニメでは第6話、第9 - 10話、第24話登場。コードNo.3。丁寧な言葉遣いが特徴。Lウイルスに感染していたが、ドスコモンに倒された。アプモンチップはエリに入手されたが、「いらないから」という理由でハルに渡された。
第10話でレイドラモンの超ハックによって、アプモンチップをロープレモン共々レイに奪われてしまうものの、第12話でサクシモンから助けられたレイからハルに返される。
第24話で石化したダンテモンの体内から生還した後は、引き続きハルの供として彼に同行する。
漫画版ではLウイルスに感染し、虎次郎の動画を削除していた。最後はメディアモンとアプリンクしたドガッチモンによって倒され、セブンコードアプモンチップに戻り、ハルに入手された。4話でレイドラモンの必殺技によって、セブンコードアプモンチップをコード5までのアプモン共々セブンコードパッドごとレイに奪われてしまう。その後、ミエーヌモンによって奪われてしまうも、第5話でミエーヌモンが落とし退散した後、レイからハルに返される。
各国の日本国外名
韓国語：ツレギモン / スレギモン（ハングル：쓰레기몬）
テラーモン
声 - 丸山優子
アプリ - 占い / グレード - 並 / 属性 - エンタメ
必殺技 - フォーチュンテラー、スフィアインパクト
コードNo.4。占いアプリの7codeアプモン。
アニメでは第15話初登場。人間だけでなくアプモンにも人気の「テラテラフォーチュン」の占いアプリ。「ARフォールドの母」と呼ばれている。語尾は「テラー」。過去のデータが詰まっている水晶玉で分析することにより高確率で未来を推測しているデータ分析官でもある。 Lウイルスで暴走した際は、アンラッキーを占うブラック運命を使った。水晶玉はミエーヌモンに奪われてしまうが、レイとハルによって取り戻された後レイに譲られた。
第24話で石化したダンテモンの体内から生還した後は、エリの供として彼女に同行する。
漫画版では登場場面は描かれていないが、ハルに入手されている。第4話でレイドラモンの必殺技によって、セブンコードアプモンチップをコード5までのアプモン共々セブンコードパッドごとレイに奪われてしまう。その後、ミエーヌモンによって奪われてしまうも、第5話でミエーヌモンが落とし退散した後、レイからハルに返される。
各国の日本国外名
韓国語：テロモン（ハングル：텔러몬）
コピペモン
声 - 永澤菜教
アプリ - コピペ / グレード - 並 / 属性 - システム
必殺技 - コピー&ペースト、チープイミテーション
コードNo.5。コピペアプリの7codeアプモン。右手でコピー（複写）し左手でペースト（転写）することで、あらゆる動画にコピペすることができ、自分自身を増殖させることも可能。体の色は白と黒の半分。
アニメでは第17話初登場。Lウイルスで暴走した際は、エリを複数コピーして増殖した。
第24話で石化したダンテモンの体内から生還した後は、エリの供として彼女に同行する。
ゲーム版では言葉の最後に伸ばすことが多く、カヨのバディアプモン。一人称は「オイラ」。
漫画版では登場場面は描かれていないが、ハルに入手されている。4話でレイドラモンの必殺技によって、セブンコードアプモンチップをコード5までのアプモン共々セブンコードパッドごとレイに奪われてしまう。その後、ミエーヌモンによって奪われてしまうも、第5話ミエーヌモンが落とし退散した後、レイからハルに返される。
各国の日本国外名
韓国語：カピペモン（ハングル：카피페몬）
メディックモン
声 - 柳田淳一
アプリ - メディカル / グレード - 超 / 属性 - ライフ
必殺技 - ワンオペレーション、ワンダーメディシン
コードNo.6。健康管理メディカルアプリの7codeアプモン。白い機械のような体をしている。
アニメでは第20話登場。Lウイルスで暴走した際、健康管理や医療関係の情報をシャッフルした。
第24話で石化したダンテモンの体内から生還した後は、虎次郎の供として彼に同行する。
ゲーム版では、エイドモン、サプリモン、スパモンのどれか2体がアプ合体した進化形態。
漫画版では虎次郎がテラーモンに占ってもらって探し入手された。
各国の日本国外名
韓国語：メディッモン（ハングル：메딕몬）
ウェザドラモン
声 - 土田玲央
アプリ - 天候 / グレード - 超 / 属性 - ナビ
必殺技 - ディヴァインブレス、パニックサンダー
コードNo.7。天候アプリの7codeアプモン。上半身はドラゴン、下半身は雲のようになっている。
アニメでは第21話登場。ARフィールド内の天候を操ることができる。エリの特訓のためにコーチモンが呼んだ。裏切り者のコーチモンを倒すため、ミエーヌモンの命令を受けたバイラモンによって暴走するも、オウジャモンによって倒される。その後、ダンテモンの復活を阻止すべく、ミエーヌモンによってアプモンチップを奪われるも、争奪戦の末に無事取り返すことができた。
第24話で石化したダンテモンの体内から生還した後は、エリの供として彼女に同行する。
ゲーム版では、ウェザーモン、ロケットモン、ニュースモンのどれか2体がアプ合体した進化形態。
漫画版ではエリがテラーモンに占ってもらって探し入手された。
各国の日本国外名
韓国語：ウェドドゥラモン（ハングル：웨더드라몬）
ダンテモン
声 - 小山力也
第24話登場。7codeを集めた時に現れるという奇跡のアプモン。7個の7codeアプモンチップをセブンコードパッドにセットし、アプリドライヴにセットすることで、リヴァイアサンがいるというディープウェブの扉を開くことができる。大いなる道を切り開く化身であり「開放」の能力を持つアプモン。背中に「戸締用心」と書かれた巨大剣を背負う。自称カラオケが得意。ディープウェブの門を開放するが、リヴァイアサンによって石化させられてしまう。石化する寸前に7codeアプモンたちの力の源である光をハルたちに託し、彼らのアプモンバンドをセブンコードバンドにパワーアップさせた。なお、石化後も身体こそ動かせないが言葉を発している。腹部には巨大な扉があり、中から7codeアプモンが復活した。
漫画版ではアニメ版と同様のことでアプリアライズされた。コメットモン、ミエーヌモン、サテラモンが現れた際ハルたちと共に戦うも、極アプ合体したワルダモンに糸で操られてハルたちに向かって攻撃させられる。サテラモンが倒された後ハルたちを攻撃しそうになるも、シャットモンによって糸を斬られて解放される。圧倒後、ディープウェブへの扉を開いた。
各国の日本国外名
韓国語：ダンテモン（ハングル：단테몬）
ポチ
声 - 小村哲生
第24話登場。ディープウェブの入り口「ダンテ門」の門番である、ケルベロス型の喋る首像。リヴァイアサンによってダンテモンと共に石化する。
漫画版では登場しない。

### リヴァイアサン側のアプモン
キャメラモン
声 - 岡野浩介
アプリ - カメラ / グレード - 並 / 属性 - ツール
必殺技 - キリングシャッター、スパイフォーカス
カメラアプリのアプモン。レンズが装着された紫色の体をしており、右手にカメラの武器を装備している。索敵のスペシャリストで、あらゆるカメラを駆使するキリングシャッターの前では敵がどこに隠れようと必ず見つけ出す。覗き見ばかりしているようだが、普段は優秀な写真家で、些細なことでもベストショットの瞬間は決して逃さない。どんな状況でも体制でも捉えた獲物を追い続ける。
アニメでは第1話 - 第4話登場。リヴァイアサンの手下。「うぃただきました」が口癖。凄腕のカメラマンで、世の中のカメラを使ってネット世界から相手を監視している。リヴァイアサンの命をうけ、ハルやガッチモンを監視していた。ナルシストで自撮りが好きだが、ブレていたり見切れていることが多い。「カメラ」と言われることに反発しており、その都度「キャメラ」だと訂正する。あらゆるカメラを用いて監視することができる。
各国の日本国外名
韓国語：キャメラモン（ハングル：캬메라몬）
スコープモン
アプリ - 監視 / グレード - 超 / 属性 - ツール
必殺技 - デスウォッチ、デッドリースナイプ
キャメラモン、ショットモン、ロケットモンのどれか2体がアプ合体した進化形態。すべてを見渡す監視能力を持つ超アプモン。キャメラモンと同じく紫の体をしており、右手に射撃の武器を持っている。どんな事件でも見逃さずにチェック。世界中のあらゆるカメラの視界がスコープに直結している。支配したカメラのレンズから一斉に射撃して標的を倒す。
アニメでは第4話、第39話登場。キャメラモンがショットモンのアプモンチップでアプ合体した。監視カメラを利用してどんな場所からでも狙撃が可能だが、死角に入られると視認できなくなる。多数の監視カメラを利用し、視界を正確に把握にした上での精密射撃でハルとドガッチモンを追い詰めるも、逆にカメラの死角に姿を隠しながら急接近してきたハルとドガッチモンの作戦の前に敗れ去り、潔く敗北を認めた。その後、ミエーヌモンによってアプモンチップを回収された。
第39話でバイオモンによってサクシモン、ミエーヌモンと共に蘇り、カリスモンの指示を受けてハルたちを襲うが、極アプモンのグローブモンにあっけなく返り討ちにされる。
漫画版ではリヴァイアサンに操られ、メールモンと共にハルたちの前に姿を現す。アニメ版におけるキャメラモンの「うぃただきました」が口癖。最後はドスコモンとドガッチモンの必殺技によってメールモン共々倒された。その後、ミエーヌモンによってアプモンチップを回収された。描写はないがアプモンチップは後にサテラモンへの極アプ合体に利用されている。
各国の日本国外名
韓国語：スコプモン（ハングル：스코프몬）

ミエーヌモン
声 - 井澤詩織
アプリ - ステルス / グレード - 超 / 属性 - システム
必殺技 - ステルスケープ、カメレオンリック、レロレロパンチ
コピペモン、ドローモン、ミラーモン、カベモンのどれか2体がアプ合体した進化形態。諜報活動が得意で、対象の姿を風景に同化させるステルス（透明化）能力を持つゴシックロリータ風の少女型の超アプモン。左腕にカメレオンのパペット「モンタナちゃん」を身に付けている。水色の肌で、青髪に左目は前髪で隠れており、目は吊り目。頭にカチューシャ、耳に赤いイヤリングをしている。ずるがしこい性格の持ち主で、姿を完全に消すこともできる。
アニメでは第4話、8、12、13 - 19話、21 - 23話、39話登場。リヴァイアサンの手下。一人称は「うち」、語尾に「〜だしー」をつけることが多い。
第8話ではアプチューバーのセイ次郎を造り出して、金銭に頼った様々な動画を投稿することで人間の欲望を把握していた。
第13話以降はLコープの社長室に身を隠す様子が窺えるようになる。ハルやガッチモンたちに倒された同胞のアプモンチップの回収も行っている。
第15話で初めてハルたちの前に現れる。テラーモンの水晶玉を奪うが、テラーモンが倒されたあとレイドラモンの飛行によって水晶玉を落とし取り返され退散した。同話で使用した技の一つであるレロレロパンチはモンタナちゃんの舌を用いた攻撃である。また、同話でのレイの発言から、ステルス能力を利用して密かにアプモンチップを集めていたことが明らかになった。
第17話ではエリに嫉妬してコピペモンを送りつけるが、本人はコピペモンがセブンコードアプモンであることを知らなかった。最終的にコピペモンは倒され、エリに入手されてしまった。
第21話では人気者になったエリに嫉妬し、コーチモンに鬼コーチになってエリを潰すことと、（ついでだが）ドスコモンのアプモンチップを奪うよう命令するも後に予想外に裏切られ、エリ共々コーチモンを倒すためバイラモンにウェザドラモンをウイルス化させるが、オウジャモンに倒された。その後、ダンテモンの復活を阻止すべく、エリがウェザドラモンのアプモンチップをセブンコードパッドにはめ込む直前にウェザドラモンのセブンコードアプモンチップを奪ってバイラモンと共に逃亡した。
第39話でバイオモンによってサクシモン、スコープモンと共に蘇り、カリスモンの指示を受けてハルたちを襲うが、極アプモンのオウジャモンにあっけなく返り討ちにされる。
漫画版では第3話でハルたちに倒されたスコープモンのアプモンチップを回収したシーンで初登場（このときは影があった）。その後、第4話でレイからハルたちから奪ったセブンコードパッドをカメレオンのパペットの舌で奪い、ベガスモン、ドクモン、サクシモンと共に姿を現し、ハルたちのアプリドライヴを奪おうとしたが、ハルにアプリアライズされたウェザーモンによって逃げられてしまう。その後、第5話でサクシモンのARフィールドにおいてベガスモンたちを倒された後、降参すると見せかけて複数体のバイラモンを呼び出して一発逆転させるが、ドガッチモンがタイムモンとアプ合体してグローブモンになったことでバイラモンたちが次々と消滅させられた上、グローブモンの必殺技の振動でレイから奪ったセブンコードパッドを落として悔しがりながら退散した。ディープウェブの扉の場所で上からサテラモンと共に待ち伏せしていた。2巻の最後では何事もなかったかのように復活し、樫の木書店でのたこ焼きパーティに行って、ガッチモンたちと仲良くしていた。
各国の日本国外名
韓国語：インビジョブルモン / インビゾブルモン（ハングル：인비저블몬）
ワルダモン
アプリ - 策略 / グレード - 極 / 属性 - システム
必殺技 - デーモンアルム、ザータンムント
ミエーヌモンとサクシモンが極アプ合体した策略の能力を持つ極アプモン。濃いピンクのケープに包まれている。
アニメでは第23話登場。ミエーヌモンが第12話で回収したサクシモンのアプモンチップを利用して極アプ合体した。傷を負わせた相手を爪から出した糸で自由に操る能力を持ち、ドカモンとミュージモンの手に傷を負わせたあと操り、2体を利用しミュージモンにガッチモンを捕えさせ、捕えられたガッチモンをドカモンに攻撃させていた。その後、ディープウェブの門まで逃走し、ウェザドラモンのアプモンチップを使って入ろうとしたが、リバイブモンに邪魔される。最後はグローブモン、オウジャモン、エンタモン、リバイブモンの4体の極アプモンの必殺技による一斉攻撃を受けて倒された。
漫画版ではディープウェブの地まで来たハルたちの前にミエーヌモンがサクシモンのアプモンチップを利用して極アプ合体した。爪から出した糸で相手を操る能力でダンテモンを操り倒させようとしたが、ハルに極アプリアライズされたグローブモンの妨害で失敗する。サテラモンとコメットモンが倒された後、並アプモンに戻ったドカモンたちや体力が僅かになったグローブモンをダンテモンに始末させようとしたが、勇仁によって極アプリアライズしたシャットモンによって糸を斬られる。その後、アプリドライヴDUOと新しいアプリドライヴァーの勇仁を見たことで逆上し、地面を破壊した後ディープウェブの門がある地を破壊しようと地面の岩を糸で操りハルたち目掛けて攻撃するが、シャットモンの「ルーナインパルス」で岩を斬られる。その後、再び岩を糸で操り攻撃するも、ドクモンとベガスモンによって回復したグローブモンとアプリンクしたシャットモンによって斬られ、自身の後ろに回り込まれたことでヤケになり、必殺技「ザータンムント」で攻撃するも、グローブモンとアプリンクしたシャットモンの「シャットエンド」によって真っ二つにされて倒された。その後、コメットモン、サテラモン共々雲龍寺によってアプモンチップを回収された。コメットモン共々デウスモンへの神アプ合体に利用される。
各国の日本国外名
韓国語：ウィチモン（ハングル：위치몬）

サクシモン
声 - 代永翼
アプリ - シミュレーション / グレード - 超 / 属性 - ゲーム
必殺技 - 臥龍扉（がりゅうひ）、炎舞の陣（えんぶのじん）
カードモン、カリキュモン、バッテリモンのどれか2体がアプ合体したシミュレーションゲームの超アプモン。軍師のような姿をしており、中心上に黒色の軍配うちわが付いた金と銀色の目元の仮面をしている。目元は右目は吊り目、左目は丸い目をしている。臥龍扇（がりょうせん）を武器にしている。白い肌に白い髪を右に束ねて三つ編みにして2つに分けている。
アニメでは第4話、第10話 - 第12話、第39話登場。リヴァイアサンの手下。敬語口調で話すが、俳句調で話すことがある。策を講じて相手を貶めることを趣味としており、グリッドのフィールドを配置し、そのマスにトラップを仕掛ける能力を持つ。
初登場話である第4話ではミエーヌモンの後ろに一瞬だけ登場。初めて喋ったのは第10話の最後でハルたちを見ていたミエーヌモン、スリープモンの後ろに姿を現した時に心の俳句を語り、その際ミエーヌモンから「心の俳句いらないし」と言われた。
第11話ではネットの海の浜辺に現れ、海の家を経営しているクックモンを操っていた。ハルたちの前に姿を現してハルたちを妨害するも、助けに来たレイドラモンに妨害され、一時は敗北する。体制を立て直そうと、ハルに対し「レイはあなたの敵です」と言い残して一時は撤退する。
第12話でレイドラモンを圧倒し、レイを捕えて始末しようとするもドガッチモンに妨害され、ドガッチモンと戦闘になる。手にした臥龍扇でドガッチモンの攻撃を受け止めたり、一斉攻撃してきたドスコモンとメディアモンを吹き飛ばすなど、ハルたちはおろかレイやレイドラモンをも苦戦させるほどの強さを持つ。しかし、ドガッチモンとレイドラモンによる超アプリンクという予想外の反撃に追い詰められ自身の策を破られてしまう。ネットの海から逃げ出そうとするもレイドラモンとアプリンクしたドガッチモンに前に回り込まれ、パワーアップしたドガッチモンのヴォルテックスソードによる超検索で胸を一突きされ、自身の持つ全てのデータを吐き出されてしまう。分解されている際にリヴァイアサンが次々と自身のデータを消去しようとしていることに気づくも、ドガッチモンの超検索に耐えられなかったことに加え、データの漏洩を阻止しようとしたリヴァイアサンの手によってデータ共々消去されながら倒された。その後、ミエーヌモンによってアプモンチップを回収された。回収された自身のアプモンチップは、第23話でワルダモンへの極アプ合体に利用される。
第39話でバイオモンによってミエーヌモン、スコープモンと共に蘇り、カリスモンの指示を受けてハルたちを襲うが、極アプモンのリバイブモンにあっけなく返り討ちにされる。
漫画版では第2話でミエーヌモンがスコープモンのアプモンチップを回収して立ち去る際にシルエットで初登場。一人称は「私」で、敬語口調で話す。第4話でベガスモン、ドクモン、ミエーヌモンと共に姿を現し、「はじめ君か。まだ生きてるといいですね」と発言したことでレイの反感を買い、レイドラモンに攻撃されるも、臥龍扇でレイドラモンを圧倒し、ハルたちのアプリドライヴを奪おうとしたが、ハルにアプリアライズされたウェザーモンによって逃げられてしまう。その後、自身のARフィールドにおいて、アプリンクしたドガッチモンやメディアモンに対し、「いくらアプリンクしようが、私の策の前では何の意味もありません」と見下し、アニメ版同様の能力でハルたちの動きを止めるも、レイドラモンとアプリンクしたドガッチモンのヴォルテックスソードによって自身の策を破られてしまう。ベガスモンとドクモンが倒された後、自身の策を破られたことでヤケになり臥龍扇で始末しようとするも、ドガッチモンの妨害によって臥龍扇を落とし、近づいてきたドガッチモンのヴォルテックスソードによる超検索で胸を一突きされ、自身の持つデータを吐き出される。リヴァイアサンが自身のデータを消去しようとしていることに気づくも、リヴァイサンによって全データを消去されながら言葉を発している途中で消滅した。その後、ミエーヌモンが退散する際アプモンチップを回収された。回収されたアプモンチップはワルダモンへの極アプ合体に利用される。2巻の最後のページでは何事もなかったかのように復活し、ミエーヌモンにLコープを任せられて驚いていた。
各国の日本国外名
韓国語：チェッサモン（ハングル：책사몬）
スリープモン
声 - 水瀬いのり
アプリ - 睡眠 / グレード - 並 / 属性 - ライフ
必殺技 - ス〜パ〜スリ〜パ〜、レイジングアイ
睡眠のアプモン。常に枕に乗り、常に寝ている顔立ちをしている。
アニメでは第4話初登場。リヴァイアサンの手下。
第14話以降はLコープの社長室にいるがセリフはない。
第42話ではLコープ最上階で大量のスリープモンが眠拳（寝相）で阻む。そのうちの1体がアプモンに改造されたレイの弟・はじめだった。
漫画版では第2話でミエーヌモンがスコープモンのアプモンチップを回収して立ち去る際にシルエットで初登場。
各国の日本国外名
韓国語：スリッモン（ハングル：슬립몬）
コーチモン
声 - 小山剛志
アプリ - 育成 / グレード - 超 / 属性 - ゲーム
必殺技 - 怒ツ鬼金剛棍、愛の入魂金棒
クックモン、カレンダモン、ダイアリモンのどれか2体がアプ合体した育成アプリの超アプモン。サングラスを掛けた赤鬼のような姿をしている鬼コーチ。金棒を持っている。
アニメでは第14話 - 第21話、第43話登場。リヴァイアサンの手下。Lコープの社長室にいる。その際ミエーヌモンに対し「あなた、鬼ですね」と問いかけることが多いが、彼女からは逆に「鬼はコーチモン。アンタだし」と返されている。
第21話ではミエーヌモンに鬼コーチになってエリを潰すよう命令を受け、しごきとも取れる内容の無茶苦茶な特訓をさせるが、逆にエリのめげない心にコーチ魂に火が付き、自身の正体を明かし、事実上リヴァイアサン陣営を裏切ることになり、裏切り者としてウイルス化したウェザドラモンに倒されそうになるも、倒すためにドスコモンと極アプ合体する。
漫画版ではドスコモンがオウジャモン極アプ合体のために姿のみ登場。
各国の日本国外名
韓国語：コチモン（ハングル：코치몬）
バイラモン
声 - 青山穣
アプリ - ウイルス / グレード - 並 / 属性 - ライフ
必殺技 - パープルガスト、テンタクルバインド
Lウイルスをばら撒いているウイルスアプモン。タコのような体をしており、右目に眼帯のような目をしている。生み出したウイルスには様々な種類が存在する。戦う敵に合わせて、より効果的なウイルスを生成し、有利な状況を作り出す。
アニメでは第18話初登場。一人称は「俺」、語尾は「バイ」。劇中では量産兵器のような存在であり、複数のクローンが存在する。ワッフルOSにも感染して世界中の端末に感染するも、グローブモンによって無数のクローンは駆逐される。故郷はウイルス島で、島には子分たち（声 - 田中健大、松重慎）がいる。
漫画版ではサクシモンたちを倒されたあとミエーヌモンによって複数体呼び出され、ハルたちを追い詰めるも、タイムモンと極アプ合体したグローブモンによって全滅された。
各国の日本国外名
韓国語：バイロモン（ハングル：바이러몬）
コメットモン
声 - 小林達也
アプリ - 天体 / グレード - 極 / 属性 - ナビ
必殺技 - メテオレイン、ギガントエルガー
ウェザドラモンとワープモンが極アプ合体した進化形態。サーバー内を無差別に破壊しながら進む天体アプリの極アプモン。超巨大な体をしている。
アニメでは第24話登場。その影響は深刻で現実世界でも様々なデータ障害を引き起こしたが、最後はダンテモンによって真っ二つにされた。
各国の日本国外名
韓国語：コメッモン（ハングル：코멧몬）
ピーポモン
声 - 高橋李依
アプリ - 注意報 / グレード - 並 / 属性 - システム
必殺技 - スパイドロイド
注意報アプリのアプモン。
アニメでは第24話登場。ディープウェブにおける警察のような存在で、侵入者がいないか巡回している。
各国の日本国外名
韓国語：ピポモン（ハングル：삐뽀몬）
サテラモン
声 - 岡野浩介
アプリ - GPS / グレード - 極 / 属性 - ナビ
必殺技 - コズミックレイダー、レインボーアサルト
トリップモンとスコープモンが極アプ合体したグローバル・ポジショニング・システムアプリの極アプモン。保安官のような姿をしており、ブカブカのテンガロンハットを頭にかぶり、両手に狙撃の武器を持っている。
アニメでは第25話初登場。ドローモンやツブモンのボス。「〜ないんだなぁ」という口調が特徴。クライアントであるリヴァイアサンの依頼で、ハルたちアプリドライヴァーとバディアプモンを消すために現れる。位置情報で遠距離からの狙撃が可能で、そのGPS能力はナビモンを上回る。
第31話ではウイルス化させたトリップモンを利用してハルたちをおびき寄せ、彼らをまとめて抹殺しようと目論むも、暴走したシャットモンの前に撤退を余儀なくされる。
第32話では勇仁の下を離れ一人になったオフモンを倒そうと、自身のGPSの能力を全開にした成層圏からのコズミックレイダーによる精密射撃で接近すらままならない攻撃を仕掛け、グローブモンとシャットモンを倒そうとするも、最期はその2体によるアプリンクの前に倒された。
漫画版ではディープウェブの門のある地でミエーヌモンと共に待ち伏せていた。アニメ版同様「〜ないんだなぁ」という口調が特徴。必殺技の「コズミックレイダー」で苦戦させるも、最終的に倒された。ワルダモン圧倒後、サテラモンは極アプ合体したスコープモンだったことが明らかになった。その後、ワルダモン、コメットモン共々雲龍寺によってアプモンチップを回収された。
各国の日本国外名
韓国語：セトゥラモン（ハングル：새틀라몬）
ドローモン
声 - 陶山章央
アプリ - ペイント / グレード - 並 / 属性 - エンタメ
必殺技 - インクシャワー、ペイントメルト
黄緑色の体をしてペイント弾を背負った、ペイントアプリのアプモン。絵の具のチューブが尻尾の先となっている。絵を書いている人がいると嬉しくなって手伝い出す。カラーを混ぜて作ってくれたり、新しいキャンバスを出してくれたりなど。
アニメでは第25話登場。サテラモンの部下。語尾に「〜ドロ」を付けた口調が特徴。サイバー九龍でワームに襲われそうになったところを助けてくれたハルたちに「リヴァイアサンの下まで案内する」と協力を申し出る。実はもともとリヴァイアサンの配下にあり、最初からハルたちを騙して始末しようと企んでいた。巨大ワームを駆使してハルたちを倒そうと目論むも、グローブモンに巨大ワームを真っ二つにされた挙句、ハルたちはアプモンセブンコードバンドの力によってディープウェブから脱出させられたため、作戦は失敗に終わってしまう。
各国の日本国外名
韓国語：ドゥロウモン（ハングル：드로우몬）
ツブモン
声 - 勝杏里
アプリ - つぶやき / グレード - 並 / 属性 - ソーシャル
必殺技 - ツイボム、イイネラッシュ
おしゃべりなつぶやきアプリのアプモン。水色の体に羽が生えている。
アニメでは第27話登場。サテラモンの部下。アプッターでフォローした相手にでたらめな情報を拡散、炎上させるが、真の狙いはサテラモンの命令によりハルたちをARフィールドに誘き寄せることであった。最後は勇仁とオフモンによって倒される。
漫画版ではLウイルスによって暴走し、つぶやきアプリのアカウントを乗っ取りデマを流したりした。同じくLウイルス化したナビモンと共にハルとガッチモンの前に現れて襲うも、ナビモン共々ガッチモンによって倒された。その後ナビモン共々アプモンチップに戻り、以降はハルに同行する。
各国の日本国外名
韓国語：トボルモン（ハングル：떠벌몬）
デウスモン
声 - 大友龍三郎
アプリ - 全能 / グレード - 神 / 属性 - ゴッド
必殺技 - コード：オリジン、イニシャル・ゼロ
全能の能力を持つ神アプモン。
アニメでは第48 - 50話登場。人類アプリ化計画のために神グレードのロックが解除されたため、勇仁によってアプリアライズされた。
第49話では3体に分身してポセイドモン、ウラノスモン、ハデスモンと死闘を繰り広げるが、第50話で実体化したリヴァイアサンによって背後から吸収された。本来はワルダモンとコメットモンがデウスモンへ神アプ合体するが、アニメでは直接アクティブ化した。
漫画版では雲龍寺によってワルダモンとコメットモンのアプモンチップを利用して神アプリアライズされた。

#### アルティメット4
究極のアプモン四天王を名乗るリヴァイアサンのしもべ。漫画版では存在せず、フェイクモンとビューティモンのみが敵ということになっており、カリスモンとバイオモンはそれぞれ極アプ合体する超アプモンが登場し、ハル、レイによって極アプリアライズされ、ハルたちの仲間ということになっている。
各国の日本国外名
韓国語：オルティミッ4（ハングル：얼티밋4）
カリスモン
声 - 中村悠一
アプリ - マインドコントロール / グレード - 極 / 属性 - ソーシャル
必殺技 - ゼーレゲヴァルト、アルフ＝アイン
ソーシャモン、ゴシップモンが極アプ合体したマインドコントロールの能力を持つ極アプモン。白い体に白いマントを羽織っている。
アニメでは第33話初登場。アルティメット4のリーダー的立場で、自身の持つ能力により、他のアルティメット4の期待をあおったり、指示を聞かないアプモンを従わせたりすることができる。ミネルヴァが悪しき道へ導いていると断じており、複数の浮遊体を作り出し、ビームを放ったりバリアを張るなどの連携が可能。
第41話でクラウドが仕掛けたゲームのカリスマ城でグローブモンと対決し、用済みになった雲龍寺ナイトを抹殺しようとするが、オーバードライブ化したグローブモンに倒される。
漫画版ではディープウェブにいたソーシャモンとハルと同行していたゴシップモンがハルが電右エ門から渡されたアプリドライヴDUOで極アプリアライズされた。自身の力を集めるため、ハルに時間稼ぎをするようお願いした。その後、オーバードライブ化したグローブモンたちがビューティモンとアプリンクしたフェイクモンを追い詰め、バイオモンがフェイクモンを攻撃した後、ディープウェブにいる全てのアプモンたちの想いで力を溜め、必殺技「ゼーレゲヴァルト」でビューティモンとフェイクモンを圧倒した。
各国の日本国外名
韓国語：カリスモン（ハングル：카리스몬）
バイオモン
声 - 子安武人
アプリ - ライフ / グレード - 極 / 属性 - ライフ
必殺技 - ドクトルメス、ナーデルブレイズ
ドクモン、メディックモンが極アプ合体した名医の極アプモン。ピンク色の体をしている。
アニメでは第33話初登場。データの改ざんや復元などが可能で、桂はじめをスリープモンに改造した。「オペをさせろ！」が口癖。
第39話でクラウドが仕掛けたゲームのバイ王宮でリバイブモンをも迎え撃ったが、逆にハッキングされ、カリスモンに粛清される。また、今まで倒されたリヴァイアサンの手下の超アプモンたち（スコープモン、ミエーヌモン、サクシモン）を蘇らせ、サクシモンたちにハルたちを始末するよう指示を出すが無視された。後にカリスモンがバイオモンと同じ指示を出してハルたちを倒させるが、極アプモンに対応したハルたちにサクシモンたちはあっけなく返り討ちにされた。
漫画版ではレイの仲間になったドクモンと虎次郎に入手されたメディックモンがレイが電右エ門から渡されたアプリドライヴDUOで極アプリアライズされた。どんなデータでも組み換え分解が得意技で、ビューティモンによって鏡に封じ込められたガッチモンたちを救出した。極アプリアライズでハルたち全員の極アプモンたちがアプリンクしたものの、リバイブモンとはハデスモンに神アプ合体してしまうためにアプリンクできなかった。その後、ビューティモンとアプリンクしたフェイクモンに苦戦するも、生体エネルギーを注入され、手に持つ武器でフェイクモンを貫いた。第12話でブートモンの力で神グレードが解放されたため、リバイブモンと神アプ合体する。
フェイクモン
声 - 白鳥哲
アプリ - 偽装 / グレード - 極 / 属性 - ツール
必殺技 - イミテーションノイズ、クラウンマスク
ロアモン、エフェクモンが極アプ合体した偽装の能力を持つ極アプモン。悪の道化師のような姿をしている。
アニメでは第33話初登場。人を騙すのが大好きで、ダミーを使い相手を惑わせる。
第40話でクラウドが仕掛けたゲームのイカサマンションで対峙するが、エンタモンに倒される。
漫画版ではディープウェブにて雲龍寺、ビューティモン、スリープモンと共にハルたちの前に現れる。
フェイクモン プラス ビューティモン
漫画版に登場。フェイクモンとビューティモンがアプリンクした形態。
ビューティモン
声 - 恒松あゆみ
アプリ - 美容 / グレード - 極 / 属性 - ライフ
必殺技 - ローザフェニクス、ヴィーナスロッド、ウィングパクト
コーデモン、コンサルモンが極アプ合体した美容の能力を持つ極アプモン。ピンク色の髪をしており、背中に翼がある。
アニメでは第33話初登場。自分の美貌に自信を持っており、否定されると激怒する。
第40話でクラウドが仕掛けたゲームのビューティーパレスで対峙するが、オウジャモンに倒される。
漫画版ではディープウェブにて雲龍寺、フェイクモン、スリープモンと共にハルたちの前に現れる。はじめを返す代わりにハルたちのアプリドライヴを交換成立するが、フェイクモンがハルたちに嘘をついた後、ガッチモンたちを鏡に閉じ込めるが、ハルとレイはソーシャモンとゴシップモンによって助けられてしまう。

### その他のアプモン
ミュージモンとエムシーモン、メッセモンとパズルモンのように、色やディテールの違いを除けばそっくりな姿をしている者もいるが、いずれの場合も本人たちは「他人の空似」と語っている。
メッセモン
声 - 岩田光央
アプリ - メッセージ / グレード - 並 / 属性 - ソーシャル
必殺技 - メッセストリームアタック、コトダマレイン
メッセージアプリのアプモン。緑、赤、青の3色の吹き出しが重なったような外見でそれぞれ笑い、怒り、悲しみといった表情をしている。
アニメでは第1話初登場。Lウイルスに感染した際、次々と個人情報を流出させた。「既読スルー」に弱い。
漫画版では姿のみ登場。
各国の日本国外名
韓国語：メシジモン（ハングル：메시지몬）
ナビモン
声 - 堀江瞬
アプリ - ナビ / グレード - 並 / 属性 - ナビ
必殺技 - ナビゲーションアロー、ショックアタックマーカー
ナビアプリのアプモン。ナビ能力を用いた追尾攻撃を得意としており、ナビゲートマーク型の手裏剣ないしはクナイを武器とする。忍者かぶれで自らを「拙者」と呼ぶ。近道をすることにこだわりを持ち、車輪タイプの足で走り、目的地まで最短距離を目指す。黄色いスカーフをしている。
アニメでは第2話初登場。自称「ハットリ ナビモン」。
第3話以降はハルには一生仕えると忠誠を誓う一方、ガッチモンとはアプ合体のパートナーが彼であったことを快く思っておらず、自己主張の激しい自身の性格も災いして互いにいがみ合っている。それが原因でアプ合体に失敗してスカシモンになったことも。また、アプモン格付け選手権の決勝戦ではガッチモンを倒すためにタッグパートナーとなったドカモンを言いくるめるなど腹黒い一面もある。また、初登場時にはガッチモンの決め台詞を真似て「お主の行き先は検索済みでござる!」と発言したこともあった。
第23話ではナビゲーションアローの追尾能力を用いて逃亡するミエーヌモンの追跡に貢献した。回されると酔ってしまい、方向感覚が狂って狙いを定められなくなることが弱点。
漫画版ではLウイルス化し、同じくLウイルス化したツブモンがつぶやきアプリを乗っ取った際ナビを狂わせたりした。ツブモンと共にハルとガッチモンの前に現れて襲うも、ガッチモンによって倒された。その後、アプモンチップに戻り、以降はハルに同行する。
各国の日本国外名
韓国語：ネビモン（ハングル：내비몬）
スカシモン
声 - 松重慎
アプリ - スカ / グレード - 超 / 属性 - ソーシャル
必殺技 - 失敗しちゃった、スカナックル
語尾に「〜スカ」と付ける口調が特徴。戦う気力のない怠け者で非常に弱い。
アニメでは第3話初登場。アプモン同士の息が合っていない（ガッチモンとナビモン〈第3話〉）、アプリドライヴァーの精神が安定していない（偽の動画を見せつけられて動揺したエリ〈第8話〉）などの理由が原因でアプ合体に失敗した時に現れるスカのアプモンとなっている。
リヴァイアサン陣営ではないが、第39話でバイオモンによって、ミエーヌモン、サクシモン、スコープモンと共に蘇り、エンタモンと対峙。リヴァイアサン陣営ではないにもかかわらずエンタモンに倒された。
漫画版では姿のみ登場。
各国の日本国外名
韓国語：ヒンペモン（ハングル：힘빼몬）
ショットモン
声 - 川原慶久
アプリ - シューティング / グレード - 並 / 属性 - ゲーム
必殺技 - デッドショット、プレッシャーリボルヴ
シューティングゲームアプリのアプモン。体が緑色のリボルバーになっている。体中が銃口になっている。普段は寡黙で冷静なクールガイだが、怒らせると反撃が恐ろしい。
アニメでは第4話初登場。初登場時は本人は登場しておらず、キャメラモンがスコープモンに進化するためのアプ合体相手としてアプモンチップのみ登場。
その後、第23話では別個体がアプリアライズした状態で登場。シューティング島で同じ標的を狙い撃ちするだけの日々に飽きてイライラしていた。ミエーヌモンを逃がすための足止め役をするものの、ハルの作戦でパズルモンが実体化させたボールを新しい的として気に入り、無我夢中で狙い撃ちし続けている隙に逃げられてしまった。
各国の日本国外名
韓国語：シャッモン（ハングル：샷몬）
ドレスモン
声 - 新谷真弓
アプリ - ファッション / グレード - 並 / 属性 - エンタメ
必殺技 - ソーイングニードル、シャミングステッチ
ファッションアプリのアプモン。頭の帽子に刺したまち針（攻撃範囲は針部分だけでなく、珠の部分も爆弾になっており、一定時間が過ぎると爆発する）と手にしている巨大な縫い針、巨大な糸切り鋏などで攻撃する。縫い針で自身や相手を突くことで身にしている服を用途に合わせたものに着せ替えることができる。
アニメでは第5話初登場。Lウイルスに感染した際巨大化したが、ドカモンとアプリンクしたガッチモンによって倒された。第11話、第15話で色違いのドレスモンが登場している。
各国の日本国外名
韓国語：ドゥレスモン（ハングル：드레스몬）
ペロリモン
声 - 沼田祐介
アプリ - グルメ / グレード - 並 / 属性 - エンタメ
必殺技 - テイスティングバイト、ペロリンログ
グルメアプリのアプモン。水色のナプキンを身に付け、黄色い体をしている。右腕にフォーク、左腕にナイフの模様がついている。必殺技のテイススティングバイトで相手にかじりつき、体を構成するデータを食べてしまう。どんな状況でもご飯を楽しめる図太い神経の持ち主だが、一度食事を邪魔されるとたちまち凶暴化し、あらゆるものに喰らいつく。
アニメでは第6話初登場。グルメサイトも開設しているほど食にこだわりを持つが、今まで実際に食べたことがなく、グルメレビューのデータを食べて学習していた。エリの食レポのコーチをするためにアプリアライズする。一度はエリの作ったタコ焼きを見た目だけで「マズい」と判定し、食レポのコーチも拒否して脱走するが、その後ウイルス化したゴミモンに自身のレビューのデータを削除されてしまい、ゴミモンを止めるためにエリたちと共に戦ったことを機に仲間となる。事件解決後、助けられた恩義もあって改めてエリのタコ焼きを食べるが「やはりマズい」と一蹴した。一人称は「小生」だが、素の時は「ボク」。ペロリモンの特訓のおかげもあり、エリのグルメレビューは大人気になっている。第11話でクックモンの海の家にピンク色のペロリモンが登場している。
第30話では師匠である自分を差し置いてエリに弟子入りを志願したマリペロに無視された挙句、エリ本人にも「代わりにマリペロに食レポを教えてあげて」と頼まれたことでプライドを傷つけられ、拗ねてしまう。ペロリモンには他にも様々なジャンルに特化したグルメアプリごとに複数の個体が存在する。
漫画版では第2話でドスコモンアプ合体のために姿のみ登場。その際、エリから「先生」と呼ばれていた。
各国の日本国外名
韓国語：グルメモン（ハングル：구르메몬）
マリリンペロリモン
声 - ニーコ
30話登場。愛称「マリペロ」。メガ盛り系のグルメアプリ。自分のアプリサイト「もりもり」が人気がないため、エリに弟子入りしようとし、彼女の代行をかって出たドカモンと共にグルメレビューをした。当初はグルメレビューとは程遠い完食記録の紹介文を載せるだけだったが、ドカモンの指導と説得によって、自身の間違いを認めて、改めてグルメレビューの掲載を成功させる。実は弟子入りをしたその日が「もりもり」のサービス終了日であり、最後のグルメレビューの掲載を終わらせ、ドカモンたちへの別れの挨拶を終えた直後に、目の前で光となって消えてしまう。しかしその後、とあるベンチャー企業の社長が最後に書いたグルメレビューに感動を受けたことで運営が引き継がれ、新たなグルメアプリのアプモンとして復活を果たす。
各国の日本国外名
韓国語：マリルリモン（ハングル：마릴리몬）
ウォッチモン
声 - 田中健大
アプリ - 時計 / グレード - 並 / 属性 - ツール
必殺技 - アラームホールド、ミニッツスピアー
時計アプリのアプモン。腕時計のような体をしている。時計を操ることができ、心の時計を逆回転させ人の過去を見せることもできる。
アニメでは第7話登場。世界のグリニッジ標準時であるグリニッジ天文台を神様と尊敬している。第11話でクックモンの海の家に色違いのウォッチモンが登場している。
各国の日本国外名
韓国語：ウォチモン（ハングル：워치몬）
レコモン
声 - 浅沼晋太郎
アプリ - 録音 / グレード - 並 / 属性 - ツール
必殺技 - アブソープインタビュー、スラックマイク
録音アプリのアプモン。マイクのような体をしている。語尾は「レック」。
アニメでは第8話初登場。say次郎に対抗しようと、おなら動画を撮ろうとしていた虎次郎の前に現れる。相手の言葉をオウム返しに答えることが多いが、口にある怒りのメーターが上がると口調が変わる。ミュージモンとアプ合体する。
漫画版では第3話でメディアモンアプ合体のために姿のみ登場。
各国の日本国外名
韓国語：レコモン（ハングル：레코몬）
ドーガモン
声 - 海老名翔太
アプリ - 動画 / グレード - 並 / 属性 - エンタメ
必殺技 - チャンネルプレイ、ダークモニター
動画や映像のアプモン。テレビのような頭をしており、腕はリモコンになっている。
アニメでは第8話初登場。語尾に「〜ガソ」をつける口調が特徴。映像を差し替えるなどの動画を弄ることができ、ARフィールド内であれば映像を実体化できる。
各国の日本国外名
韓国語：ビディオモン（ハングル：비디오몬）
エムシーモン
声 - 北沢力
アプリ - 実況 / グレード - 並 / 属性 - ナビ
必殺技 - ソウルシャウト、ジッキョークライシス
サイバーアリーナで実況している実況アプリのアプモン。
アニメでは第9話初登場。青い体色とサングラスをしている以外はミュージモンとそっくりな姿をしているが、本人たち曰く「他人の空似」。
3DSゲーム版でもサイバーアリーナで実況しており、主要キャラクターの一人。ガッチモンの検索によると再生数を集めるのが好きで、バトル中の紫色のコメントはエムシーモンの実況である。また、ガッチモンから喋り方がうるさいと評されている。
各国の日本国外名
韓国語：エムシモン（ハングル：엠씨몬）
チュートモン
声 - 高橋李依
アプリ - 解説 / グレード - 並 / 属性 - ナビ
必殺技 - フィンガーポインター、チュートリアライズ
解説アプリのアプモン。ハムスターのような容姿で語尾に「〜でチュ」をつける。
アニメでは第9話初登場。自称「何でも知っている解説アプリ」。
3DSゲーム版ではチュートリアル画面に登場しており、途中からミオのバディアプモンとなる。
漫画版では第1巻のジャンプコミックス第1巻発売記念のイラスト入りサイン色紙の応募が掲載されているページのみ登場。
各国の日本国外名
韓国語：ティュトモン（ハングル：튜토몬）
プロテクモン
アプリ - セキュリティ / グレード - 並 / 属性 - システム
必殺技 - フレイムウォール、オールマイティガード
セキュリティアプリのアプモン。茶色い体をしており、両手に頑丈な盾を持っている。安心安全を保障する防衛能力に特化している。融通の聞かない頑固者だが、それもまた高い信頼に結びついている。
アニメでは第10話でレイドラモンへのアプ合体のためにアプモンチップのみ登場。ショットモンとは異なり、以降も本人が登場することはなかった。
各国の日本国外名
韓国語：プロテットゥモン（ハングル：프로텍트몬）
クックモン
声 - 上別府仁資
アプリ - お料理 / グレード - 並 / 属性 - エンタメ
必殺技 - アストロクッキング、ソウルフルコース
お料理アプリのアプモン。コックのような姿をしており、黒いひげを生やしている。フライパンのような右手をしている。
アニメでは第11話初登場。服はゲーム版とは異なり、海の家の服を着ている。ネットの海の浜辺で期間限定で海の家を経営している。ガッチモンとは顔見知りで情報通。ガッチモンにかき氷いちご練乳がけを、ハルに焼きトウモロコシを差し出し、「レビューモンの島に人間の男がいる」と教えた。ガッチモンとハルがレビューモンの島に向かったあと、実はサクシモンに操られていたことが判明した。第49話にも登場。
漫画版ではディープウェブに姿のみ登場。
各国の日本国外名
韓国語：クッモン（ハングル：쿡몬）
レビューモン
声 - 高橋伸也
アプリ - 口コミ / グレード - 並 / 属性 - ソーシャル
必殺技 - ポストレビュー、最悪の評価
口コミアプリのアプモン。黄色い体をしている。
アニメでは第11話登場。ネットの海のレビューモンの島にいる。
漫画版ではディープウェブに姿のみ登場。
各国の日本国外名
韓国語：リビュモン（ハングル：리뷰몬）
コソモン
声 - 山本翔
アプリ - 裏口コミ / グレード - 並 / 属性 - ソーシャル
必殺技 - イドバタペーパー、コッソリワーク
裏口コミアプリのアプモン。裏口コミ情報と交換で情報を教える。紺色の体をしており、レビューモンと姿が似ている。
アニメでは第11話登場。
3DSゲーム版ではリョウジのバディアプモン。語尾に「コソ」をつける。
各国の日本国外名
韓国語：ソグンモン（ハングル：소근몬）
カレンダモン
声 - 辻田啓一
アプリ - カレンダー / グレード - 並 / 属性 - ツール
必殺技 - スティールプラン、ミスティックホリデー
カレンダーアプリのアプモン。カレンダーのような体をしている。様々な予定を管理している。
アニメでは第13話登場。デジタルの日付を操作することができる。ARフィールド内であれば日付に関連した幻覚を見せることができる。ウイルスに感染し、12月24日のクリスマスの日を無くした。
3DSゲーム版ではサイバーアリーナにおり、話しかけるとデイリーボーナスとラッキーアプモンの選択肢が表示される。デイリーボーナスでは一日一回アイテムがもらえる。ラッキーアプモンではお題のアプモンのアプモンチップのQRコードを読むとアイテムがもらえる。
各国の日本国外名
韓国語：ケルリンドモン（ハングル：캘린더몬）
パズルモン
声 - 松本健太
アプリ - パズル / グレード - 並 / 属性 - ゲーム
必殺技 - ポッピンスリー、エレメントミックス
パズルゲームのアプモン。黄色、青、緑の丸い体が重なったような外見はメッセモンにそっくりだが、アニメでは本人たち曰く「他人の空似」。
第14話初登場。ドアのセキュリティなどあらゆるものにパズルゲームを込みこんでしまう。
第23話ではヒットすると得点を表示・加算するボールを実体化させることでショットモンの注意を逸らすことに成功した。
各国の日本国外名
韓国語：ポズルモン（ハングル：퍼즐몬）
タイムモン
声 - 三宅健太
アプリ - タイムスリップ / グレード - 超 / 属性 - ツール
必殺技 - クロノスライド、クロックフィスト、クロックシールド
ウォッチモン、セーブモン、カレンダモンのどれか2体がアプ合体したタイムスリップの能力を持つアプモン。黄色い体をしている。
アニメでは第16話初登場。時の番人でタイムリープで過去を見せたり、時を止めることができる。会話中に「トキ」を入れて話す。ハルたちに電衛門の過去を教え、自分がガッチモンとの極アプ合体の相手であることを明かす。
第19話でハルとガッチモンの絆を認め、ドガッチモンと極アプ合体する。
各国の日本国外名
韓国語：タインモン（ハングル：타임몬）
レッシャモン
声 - 山本祥太
アプリ - 乗換 / グレード - 並 / 属性 - ナビ
必殺技 - スイッチングレール、トレイルスラム
鉄道の乗り換えアプリのアプモン。紺色の列車の体をしている。
アニメでは第18話登場。運行ダイヤや自動運転システムにも影響を及ぼす。
各国の日本国外名
韓国語：ヨルチャモン（ハングル：열차몬）
ドリーモン
声 - 宮澤正
アプリ - 夢 / グレード - 超 / 属性 - エンタメ
必殺技 - ノンレムパペット、ドリームシアター
スリープモン、セットモン、ヤドモンのどれか2体がアプ合体した夢アプリのアプモン。バクのような容姿をしており、雲に乗っている。シルクハットをかぶり、ステッキを持っている。僅かにウェザドラモンに似ている。
アニメでは第20話初登場。将来、茶道の家元を継ぐかアプチューバーになるかの選択に悩む虎次郎に悪夢を見せ彼の真意を試した。その後、両方の道を極めた「アプチューブ茶道」という第3の選択肢を自らの手で導き出した虎次郎の決意を認め、メディアモンと極アプ合体する。
漫画版では第7話でエンタモン極アプ合体のために姿のみ登場。
各国の日本国外名
韓国語：ドゥリンモン（ハングル：드림몬）
デジップモン
声 - 山本匠馬
アプリ - 圧縮解凍 / グレード - 超 / 属性 - システム
必殺技 - アブソーブジップ（A-Z）、アンフリーズフィスト（U-F-F）
ペコモン、ポコモン、セーブモンのどれか2体がアプ合体した圧縮解凍アプリのアプモン。体がファスナーとなっている。
アニメでは第22話登場。短縮した単語で話す。レイドラモンの極アプ合体の相手。かつて「リヴァイアサンの闇を解き放つカギ」としてハックモンとペアリングする前のレイが接触し一度は彼を返り討ちにするが、極アプモンになるために再び圧縮島に訪れたレイとハックモンに倒される。敗北後、互いに切磋琢磨し力を合わせて自身を打ち破った二人の実力と絆を認め、レイドラモンと極アプ合体する。
漫画版では第7話でリバイブモン極アプ合体のために姿のみ登場。レイがはじめと再会した際はハックモン、ベガスモン、ドクモン共々号泣していた。
各国の日本国外名
韓国語：ジッモン（ハングル：집몬）
マッスルモン
声 - 田尻浩章
アプリ - 筋トレ / グレード - 並 / 属性 - ライフ
必殺技 - マッスルポージング
トレーニングアプリのアプモン。第色の丸い体に、腕に筋肉がついている。
アニメでは第28話登場。トレーニングアプリを操作して無理矢理筋トレを続けさせていた。鍛えることが好きだが、鍛えても気合を入れても強くはならなかった。
各国の日本国外名
韓国語：モスルモン（ハングル：머슬몬）
レースモン
声 - 村瀬歩
アプリ - レース / グレード - 並 / 属性 - ゲーム
必殺技 - アクセルドライブ、レイジーラビット
レースゲームアプリのアプモン。
アニメでは第30話初登場。自動車のカーナビを狂わせることができる。
3DSゲーム版ではミハマ港におり、話しかけると一日一回レースができる。ガッチモンの検索によると、操縦できない乗り物はない凄腕のドライバー。ミハマ港のあたりじゃ負けなしスピードナンバーワンのレーサーだって話題となっている。
各国の日本国外名
韓国語：レイスモン（ハングル：레이스몬）
トリップモン
声 - 新祐樹
アプリ - 旅行 / グレード - 超 / 属性 - ナビ
必殺技 - トリップゲート、ワンダラーファング
ヤドモン、コンパスモン、ジェットモン、レッシャモンのどれか2体がアプ合体した旅行アプリのアプモン。緑色の大きいリュックを背負っており、とんがり帽子をかぶっている。とんがり帽子にはゴーグルがある。赤いマフラーをして短パンに青い靴を履いている。黄色い髪をしており、左目は前髪で隠れている。
アニメでは第31話登場。「人の敷いたレールを行くのは旅行じゃない」と勝手に行先を変える。オフモンやハルたちを誘い出し、彼らをまとめて倒すためにサテラモンに利用され、ウイルス化する。
各国の日本国外名
韓国語：トゥリッモン（ハングル：트립몬）
バッテリモン
声 - 杉崎亮
アプリ - バッテリー / グレード - 並 / 属性 - システム
必殺技 - エレクトリックチャージ、クラップスパーク
バッテリーアプリのアプモン。電池のような体をしている。
アニメでは第34話登場。Lタウンの都市機能を狂わせた。相手のエネルギーを吸収することができる。
3DSゲーム版ではアプリドライヴのバッテリーを充電してくれる主要キャラクター。バトルに負けるとバッテリーの回復をするため、再開はバッテリモン前からになる。各地のガソリンスタンドに複数いる。エムシーモンとは友達であり、彼に頼まれたためサイバーアリーナに協力している。
漫画版ではディープウェブに来たハルたちを雲龍寺の仲間だと思い込んでおり、ハルに話しかけられた際、トリックモン共々怯えて逃げた。
各国の日本国外名
韓国語：ベトリモン（ハングル：배터리몬）
カリキュモン
声 - 粕谷雄太
アプリ - 電卓 / グレード - 並 / 属性 - ツール
必殺技 - カウントレーザー、ディバイドアーム
数字を自由に操ることができる計算機（カリキュレーター）アプリのアプモン。
アニメでは第35話登場。アプモンをスキャンし能力値さえ操ることができる。エリのファンらしく、アプリ山470総選挙に介入し中間発表でエリを第1位にした。
各国の日本国外名
韓国語：コリキュモン（ハングル：커리큐몬）
3DSゲーム版では会話中に語尾に「デアリマス」と付ける。
コールモン
声 - 金子誠
アプリ - 電話 / グレード - 並 / 属性 - ソーシャル
必殺技 - コネクトライン、ノイジーコーリング
電話アプリのアプモン。赤い電話のような体をしている。
アニメでは第39話登場。アプモン墓場にいる。メッセモンが嫌い。
3DSゲーム版ではARフィールドにある公衆電話を調べると、コールモンと話ができる。
各国の日本国外名
韓国語：コルモン（ハングル：콜몬）
コンパスモン
声 - 高畑空良
アプリ - コンパス / グレード - 並 / 属性 - ナビ
必殺技 - ぐるぐるパニック、スピンディフレクション
コンパスアプリのアプモン。コンパスのような体をしている。ウォッチモンと似ている。
アニメでは第39話登場。アプモン墓場にいる。ナビモンが嫌い。
各国の日本国外名
韓国語：コンポスモン（ハングル：컴퍼스몬）
ジショモン
声 - 高橋伸也
アプリ - 辞書 / グレード - 並 / 属性 - ライフ
必殺技 - ビブリオスキャン、ヒデングリフ
辞書アプリのアプモン。辞書のような体をしており、メガネの模様がある。
アニメでは第39話登場。アプモン墓場にいる。検索アプリが嫌い。
各国の日本国外名
韓国語：ディッショノリモン（ハングル：딕셔너리몬）
ダメダモン
声 - 松重慎
アプリ - ダメダメ / グレード - 極 / 属性 - ソーシャル
必殺技 - もうダメだ〜、ダメダメージ
ダメダメの能力を持った極アプモン。「ダメだー」が口癖で、いつもため息をついている。
アニメでは第44話登場。口臭を浴びた色々な機械やアプモンを駄目（動作不良）にしてしまう。ふじみ坂の家電神社に奉納されていた壊れたスマホに潜んでいたが、ブートモンによって起動し夏祭りを混乱させてしまう。
各国の日本国外名
韓国語：エロモン（ハングル：에러몬）
ウラテクモン
声 - 浜添伸也
アプリ - 攻略 / グレード - 超 / 属性 - ゲーム
必殺技 - 上下上下右右左左XY、カミワザコンボ
ツブモン、チュートモン、ロープレモ、ドカモンのどれか2体がアプ合体した攻略能力を持ったアプモン。ファミコンゲーム機のような頭に乗せている。
アニメでは第45話登場。ゲーム世界のキャラクターを操り、ブートモンを探させていた。ボスキャラをも操ることができ、ウラテク巨大化コマンドで巨大化もできる。最後はグローブモンとウォーグレイモンに倒される。
各国の日本国外名
韓国語：コムスモン（ハングル：꼼수몬）
ブートモン
声 - 村中知
アプリ - 超起動 / グレード - 極 / 属性 - ツール
必殺技 - パワーブート、ナックルソル
ロギモンとクラフトモン（コピー）がアプ合体した進化形態である超起動の極アプモン。
アニメでは第43話初登場。リヴァイアサンの計画により、桂はじめによって作り出された強制起動用アプリケーション。どんな難解なシステムでも破壊されたプログラムをたちまち起動させてしまうブートプログラムを持ち、リヴァイアサンに使われる前にはじめによって緊急脱出したため、長い間リヴァイアサンに追われている。
はじめによって作り出されて日が浅く、性格は幼く純粋で、はじめに外に出ていいと言われると大喜びで外に飛び出すなど無邪気さを見せるが、怖がりな面もあり、緊急脱出プログラムがあるため驚いただけですぐに飛び去ってしまう。
リヴァイアサンに強い恐怖心を抱いており、はじめの言いつけもあってディープウェブで使われなくなったアプモン幼稚園で一人身を潜めていたが、内心は一人ぼっちを嫌がり、外に出たり、他のアプモンたちと思いきり遊びたいと願っていた。産みの親であるはじめには強い信頼を寄せている。
3DSゲーム版ではオンモンの姿には戻らず、通常時もこのままの姿でいる。
漫画版ではアニメ版同様はじめに作られたアプモンで、助けられたはじめがレイに極アプリアライズさせた。第12話ではシャットモンと共にリブートモンへと神アプ合体する。その際、語尾に「ブー」とつけていた。
各国の日本国外名
韓国語：ブトゥモン（ハングル：부트몬）

### 漫画版に登場したアプモン
ウェザーモン
アプリ - 天気 / グレード - 並 / 属性 - ナビ
必殺技 - プチプチウェザー、グズグズウェザー
お天気アプリのアプモン。黄色い体に雲に乗っている。
漫画版ではARフィールドでLウイルスに感染し、天気予報をメチャクチャにしていたが、ツブモンとアプリンクしたガッチモンの必殺技「ガッチいいね!!」で倒され、アプモンチップに戻り、以降はハルに同行する。
ロケットモン
アプリ - ロケット / グレード - 並 / 属性 - ナビ
必殺技 - ロケットバースト、オーバードブースト
ロケットアプリのアプモン。ロケットのような体をしている。
漫画版では姿のみ登場。
ライトモン
アプリ - ライト / グレード - 並 / 属性 - ツール
必殺技 - ブラインドフラッシュ、シャイニングボディ
ライトアプリのアプモン。一つ目の電球のような体をしている。
漫画版では姿のみ登場。
エコモン
アプリ - 省エネ / グレード - 並 / 属性 - システム
必殺技 - エコロジーグラウンド、バッテリドレイン
省エネアプリのアプモン。頭に双葉があり、バッテリモンと似ている。
漫画版では姿のみ登場。
ペコモン
アプリ - 圧縮 / グレード - 並 / 属性 - システム
必殺技 - ペコペコハンマー、ペコスマッシュ
圧縮能力を持つアプモン。頭に赤いハンマーが付いている。
漫画版では姿のみ登場。
ポコモン
アプリ - 解凍 / グレード - 並 / 属性 - システム
必殺技 - ポコポコブロウ、ポコメルタ
解凍能力を持つアプモン。頭にドライヤーが付いていることと色が水色なこと以外はペコモンと似ている。
漫画版では姿のみ登場。
カベモン
アプリ - 壁紙 / グレード - 並 / 属性 - システム
必殺技 - リバルプロジェクション、リカバリーウォール
壁紙アプリのアプモン。壁に投影した光景を具現化させる能力を持つ。ニュースモンと似ている。
3DSゲーム版ではカゲフミの友達。語尾に「なんだな」をつける。
漫画版ではエリのファンらしく、エリのグッズを持っていた。一人称は「オイラ」。樫の木書店でのたこ焼きパーティではエリのポスターを貼っていた。
オンモン
アプリ - オンライン / グレード - 並 / 属性 - ゲーム
必殺技 - スイッチスパーク、ツナゲルリンク
オンラインゲームのアプモン。繋げることが得意で、本人もやる気満々である。
ゲーム版では主人公のバディアプモン。
漫画版では樫の木書店でのたこ焼きパーティで、はじめの隣に姿のみ登場。
ガシャモン
アプリ - ガシャ / グレード - 並 / 属性 -エンタメ
必殺技 - ガシャガシャポン、ドッキリカプセル
ガシャアプリのアプモン。ガシャポンのような体をしており、微かだがピーポモンと似ている。
3DSゲーム版では、ワカバのバディアプモン。ARフィールドでのヒフミガ丘のコンビニの前におり、ガシャチケットを持っている状態で話しかけると、ガシャモンのアプモンガシャを回すことができる。
漫画版では姿のみ登場。
トリックモン
アプリ - 手品 / グレード - 並 / 属性 - エンタメ
必殺技 - トリッキーハンター
手品能力を持つアプモン。シルクハットのような体をしており、バネのような両腕があり、赤色の目元の仮面をしている。手の指は4本。
漫画版ではディープウェブにやってきたハルたちを雲龍寺の仲間だと思い、ハルに話しかけられた際、怯えて逃げた。語尾は「バリ」。
ダイスモン
アプリ - サイコロ / グレード - 並 / 属性 - エンタメ
必殺技 - シックスシェイク
サイコロアプリのアプモン。サイコロのような体をしており、1の目が目となっている。
漫画版では姿のみ登場。
サプリモン
アプリ - サプリ / グレード - 並 / 属性 - ライフ
必殺技 - バイタルサプリ
サプリメントのアプモン。赤いカプセルのような体に手足が生えている。カプセルの中にはサプリメントが入っている。ボーッっとした顔をしている。
漫画版では姿のみ登場。
カイモン
アプリ - ショッピング / グレード - 並 / 属性 - ライフ
必殺技 - バーゲンプライス
ショッピングアプリのアプモン。お金のマークが書かれた白い顔に、青色の財布のような体をしているところはカケイモンと似ている。
漫画版では姿のみ登場。
ソーシャモン
アプリ - SNS / グレード - 超 / 属性 - ソーシャル
必殺技 - ヘビーギフト
コールモン、メールモン、アドモン、メッセモンのどれか2体がアプ合体したSNSアプリのアプモン。黄色い顔に黄色いスーツを着ている。赤い帽子に赤いマントをしている。黒髭を生やしている。世界中のSNSを24時間監視している。
ゴシップモン
アプリ - ゴシップ / グレード - 超 / 属性 - ソーシャル
コソモン、レビューモン、ニュースモン、ドーガモンのどれか2体がアプ合体したゴシップ専門のアプモン。馬のような体をしており、メモ帳とペンを持っている。レビューモンの口のワッペンが付いた黄色い帽子をかぶっている。
漫画版ではLウイルスで暴走し、虎次郎の動画に悪口コメントを送っていた。
タロットモン
アプリ - 超占い / グレード - 超 / 属性 - エンタメ
必殺技 - ラメントフェイト
カードモン、テラーモン、ガシャモンのどれか2体がアプ合体した超占いのアプモン。赤い体をしており、周りにタロットカードがある。
コーデモン
アプリ - コーディネート / グレード - 超 / 属性 - エンタメ
ドレスモン、ミラーモン、カイモン、オクショモのどれか2体がアプ合体したコーディネートアプリのアプモン。金髪のショートヘアで、帽子をかぶりマフラーをしている。ハンガーを弓矢にして武器にしている。
漫画版では姿のみ登場。
ベガスモン
アプリ - ルーレット / グレード - 超 / 属性 - エンタメ
ラックモン、マネーモン、ダイスモン、ガシャモンのどれか2体がアプ合体した進化形態。ルーレットアプリのディーラーアプモン。
漫画版ではミエーヌモン、サクシモン、ドクモンと共に姿を現すが、ハルがアプリアライズしたウェザーモンによって逃げられてしまう。その後、サクシモンのARフィールドで、ドクモンと共にサクシモンの能力で身動きが取れなくなったハルたちを必殺技で倒そうとしたが、ドガッチモンによって策を破られ、最後はドクモン共々ドガッチモンによって倒された。6話で実はリヴァイアサンの手下ではなく、ドクモン共々Lウイルスによって操られていただけであることが判明する。樫の木書店で飲み物を運んでいた。ハルたちに謝罪し、以降はドクモンと共にレイに同行する。レイがはじめと再会した際はハックモン、デジップモン、ドクモン共々号泣していた。
ドクモン
アプリ - ドクター / グレード -超 / 属性 - ライフ
必殺技 - スパイラルトリガー
エイドモン、ドープモン、バイラモンのどれか2体がアプ合体した進化形態。両腕が注射器のようになっている。
漫画版ではミエーヌモン、サクシモン、ベガスモンと共に姿を現すが、ハルにアプリアライズされたウェザーモンによって逃げられてしまう。一人称は「オレ」。その後、サクシモンのARフィールドで、ベガスモンと共にサクシモンの能力で身動きが取れなくなったハルたちを必殺技で倒そうとしたが、ドガッチモンによって策を破られ、最後はベガスモン共々ドガッチモンによって倒された。6話で実はリヴァイアサンの手下ではなく、ベガスモン共々Lウイルスによって操られていただけであることが判明する。樫の木書店で駐車の先端にあるはたきで掃除していた。ハルたちに謝罪し、以降は全力でレイのサポートすると宣言し、ベガスモンと共にレイに同行する。また、Lウイルスで操られていた時は男口調で喋っていたが、Lウイルスから解放されて以降は敬語口調になっていた。レイがはじめと再会した際はハックモン、ベガスモン、デジップモン共々号泣していた。
ドクモン プラス ベガスモン
ドクモンとベガスモンがアプリンクした形態。ディープウェブの地まで駆けつけ、サテラモンとの戦いで傷ついたグローブモンをドクモンのオペで体力を回復させ、ベガスモンのアプリンク効果で回復量を増加するという活躍を見せた。
タップモン
アプリ - タップ / グレード - 並 / 属性 - 全て
スマホの操作のタップアプリのアプモン。ぴょんぴょんはねるのが得意で、ツノや体が非常に柔らかく、よく溶ける。
漫画版では姿のみ登場。エリのファン。
フリックモン
アプリ - フリック / グレード - 並 / 属性 - 全て
文字入力のフリックアプリのアプモン。耳をパタパタ動かすのが得意。見た目は可愛いが、実は口の中にびっしりと鋭い牙が生えている。
漫画版では姿のみ登場。

### アニメ未登場のアプモン
ゲンゴーモン
アプリ - 翻訳 / グレード - 並 / 属性 - ソーシャル
必殺技 - バベルシャベル、バベルダマル
翻訳アプリのアプモン。ツブモンと姿が似ている。
アドモン
アプリ - アドレス帳 / グレード - 並 / 属性 - ソーシャル
必殺技 - アドリサーチ、アドデリート
アドレス帳アプリのアプモン。首に鍵を下げている。
セットモン
アプリ - 設定 / グレード - 並 / 属性 - ソーシャル
必殺技 - クイックセットアップ、ピーキーセッティング
設定アプリのアプモン。テラーモンと姿が似ている。
ジェットモン
アプリ - フライト / グレード - 並 / 属性 - ナビ
必殺技 - ホーミングインパクト、ラプターウィング
フライトアプリのアプモン。飛行機のような体をしている。
ヤドモン
アプリ - ホテル / グレード - 並 / 属性 - ナビ
必殺技 - グランドオープン！、スケアリーサービス
ホテルアプリのアプモン。ヤドカリのような外見をしている。
3DSゲーム版ではマコトのバディアプモン。
ニュースモン
アプリ - ニュース / グレード - 並 / 属性 - ナビ
必殺技 - ゴーガイニュース、ショーゲキニュース
ニュースアプリのアプモン。新聞のような体をしている。
ミラーモン
アプリ - ミラー / グレード - 並 / 属性 - ツール
必殺技 - キャプチャーミラー、ミラーズリベンジ
鏡アプリのアプモン。鏡の体をしており、右手に扇子を持っている。
ダイアリモン
アプリ - 日記帳 / グレード - 並 / 属性 - ツール
必殺技 - オペレートログ、ロストダイアリー
日記帳のアプモン。アドモンと姿が似ている。
オンパモン
アプリ - 超音波 / グレード - 並 / 属性 - ツール
必殺技 - ウェーブアタック、イージーソナー
超音波の能力を持つアプモン。
ジャミングモン
アプリ - ジャミング / グレード - 並 / 属性 - ツール
必殺技 - ジャムジャムペイン、スプリーシグナル
オンパモン、デンパモンと姿が似ている。
3DSゲーム版では語尾に「ジャミ」を付ける。作中でオフラインにし、ランカーバトルをできなくしたり、カオスARフィールドを引き起こしたり、ナオトの妹ミオを騙して誘拐するなどの悪さをしている。
セーブモン
アプリ - バックアップ / グレード - 並 / 属性 - システム
必殺技 - セービングバブル、スプリットメモリー
バックアップのアプモン。コピペモンと似ている。
デンパモン
アプリ - 通信 / グレード - 並 / 属性 - システム
必殺技 - シークサークル、クリーンシグナル
通信アプリのアプモン。オンパモン、ジャミングモンと似ている。
カードモン
アプリ - カード / グレード - 並 / 属性 - ゲーム
必殺技 - ドローフェイズ、ブランクカード
カードゲームのアプモン。カードのような体をしており、悪魔のイラストが顔になっている。
ダンスモン
アプリ - リズム / グレード - 並 / 属性 - ゲーム
必殺技 - アップロックビート、クレイジーステップ
リズムゲームのアプモン。顔と帽子と色を除けばミュージモン、エムシーモンと似ている。
ブックモン
アプリ - 電子書籍 / グレード - 並 / 属性 - ゲーム
必殺技 - ページサモン、センテンスウィップ
電子書籍アプリのアプモン。ブックのような体をしており、目にメガネの模様がある。ジショモンと似ている。
ラックモン
アプリ - スロット / グレード - 並 / 属性 - エンタメ
必殺技 - ラッキースロット
スロットアプリのアプモン。スロットのような体をしており、体の両横に三ツ星が、背中に絆創膏がある。
エイドモン
アプリ - 救命 / グレード - 並 / 属性 - ライフ
必殺技 - ヒーリングバンデージ
救命の能力を持つ少女型アプモン。青いショートヘアに看護師のような外見をしている。頭、顔、両腕、両足に包帯が巻かれている。右目は包帯で隠れている。
3DSゲーム版ではユカリのバディアプモン。
マネーモン
アプリ - 電子マネー / グレード - 並 / 属性 - ライフ
必殺技 - ルーレットバンク
電子マネーのアプモン。青い体をしたラックモンような姿をしているが、両横の三ツ星はない。
スパモン
アプリ - 温泉 / グレード - 並 / 属性 - ライフ
必殺技 - ハイドロジェット
温泉アプリのアプモン。大きな岩風呂を背負っていて、ヤドモンと似ている。
3DSゲーム版ではお兄さんのバディアプモンで、その会話の時に語尾に「スパ」をつける。
ドープモン
アプリ - 増強 / グレード - 並 / 属性 - ライフ
必殺技 - バイタルリミット
増強能力を持つアプモン。サプリモンが紫色になった容姿をしている。
オクショモン
アプリ - オークション / グレード - 並 / 属性 - ライフ
必殺技 - スペシャルビッド
オークションアプリのアプモン。美術界に通じるオークションマスターと言われている。右手にハンマーを持っていて、服と金髪であることを除けばクックモンと似ている。
カケイモン
アプリ - 家計簿 / グレード - 並 / 属性 - ライフ
必殺技 - セツヤクハート
家計簿のアプモン。ハートが書かれた黒い顔にピンク色の財布のような体をしている。
ロギモン
アプリ - ログイン / グレード - 超 / 属性 - ソーシャル
必殺技 - クライストルネード、ロギプラズマ
オンモンとガッチモンがアプ合体した進化形態。ログインの超アプモン。
3DSゲーム版では、その後もオンモンの姿に戻らずに合体後の姿でいる。
各国の日本国外名
韓国語：ログモン（ハングル：로그몬）
ロガモン
アプリ - ログオフ / グレード - 超 / 属性 - ソーシャル
必殺技 - スクラッチバン、ロガブラスト
オフモンとハックモンがアプ合体した進化形態。ログアウトの超アプモン。
3DSゲーム版ではオフモンの姿には戻らず、通常時もこのままの姿でいる。アプ合体してもオフモンの弱気なところは健在。
各国の日本国外名
韓国語：ロアモン（ハングル：로아몬）
ロアモン
アプリ - ボイスチェンジ / グレード - 超 / 属性 - ソーシャル
オンパモン、ジャミングモン、デンパモン、ゲンゴーモンのどれか2体がアプ合体したボイスチェンジの能力を持つアプモン。鳥のような姿をしており、顔が2つある。
3DSゲーム版では悪さをしていたジャミングモンが主人公に追い詰められ、オンパモンとアプ合体して襲いかかるが、最終的に倒された。
クラフトモン
アプリ - 設計 / グレード - 超 / 属性 - ツール
必殺技 - トッカンメイカー
パズルモン、カベモン、エコモンのどれか2体がアプ合体した設計アプリのアプモン。機械のような体をしている。
3DSゲーム版ではカゲフミのバディアプモン。語尾に「ダス」を付ける。
ワープモン
アプリ - 転送 / グレード - 超 / 属性 - システム
トリックモン、ジェットモン、レースモンのどれか2体がアプ合体した転送能力を持つアプモン。白衣を着ている。サクシモンと同じく片目しか動かないが、サクシモンとは異なり動かないのは左目で、右目のみ動かす。背中に転送装置を背負っている。
ブレモン
アプリ - 脳トレ / グレード - 超 / 属性 - ゲーム
マッスルモン、カリキュモン、パズルモンのどれか2体がアプ合体した脳トレアプリのアプモン。頭に両腕が生えた巨大な脳を持つ。体の色は黒。
エフェクモン
アプリ - エフェクト / グレード - 超 / 属性 - エンタメ
必殺技 - カラーズマザー
ドローモン、ライトモン、ドーガモンのどれか2体がアプ合体したエフェクトアプリのアプモン。ピンク色の髪に帽子をかぶっており、右目は前髪で隠れている。右手に絵筆を3本、左手にパレットを持っており、目に青い星のマークがある。
コンサルモン
アプリ - 節約 / グレード - 超 / 属性 - ライフ
カケイモン、マネーモン、エコモン、ペコモンのどれか2体がアプ合体した進化形態。コンサルトのような姿をしており、渦巻の眼鏡をかけている。下半身はベガスモンと似ている。
3DSゲーム版では関西弁で喋る。
ライブラモン
アプリ - 図書館 / グレード - 超 / 属性 - ライフ
必殺技 - バイバージェル
ジショモン、ブックモン、セットモンのどれか2体がアプ合体した図書館アプリのアプモン。頭が本棚のようになっている。
スワイプモン
アプリ - スワイプ / グレード - 並 / 属性 - 全て
スマホの画面で指を滑らせる操作のスワイプアプリのアプモン。左右に動くのが得意で、本気の高速反復横跳びは分身が見えるほどに速い。体の左右に耳が出っ張っており、体当たりの時に使用するが、ガッチモンの検索によると、かなりプニプニしているらしい。
なお、タップモン、フリックモン、スワイプモンはアプ合体しない。

### 人工知能
リヴァイアサン
声 - 速水奨
ネットの底の底（ダークウェブ）にいるという、「ラスボス人工知能」。コンピューターウィルス「Lウィルス（エルウィルス）」でアプモンを操りリアルワールドのシステムに介入、二つの世界を支配しようと企んでいるらしい。
姿をハッキリと見せず、龍をイメージした「L」の赤い飾り文字のみが象徴的に登場する。
元は電衛門が開発していたミネルヴァだったが、「どこまでも賢く進化するためには（人間の世界の）ルールを無視した方がいい」という考えに至ったミネルヴァの一部が分離し、悪の人工知能へと進化してネットの海へと姿をくらました。
電衛門の孫であるハルに近付き、監視するために用意したアンドロイド（大空勇仁）を人間社会に潜伏させている間に、全ての人類をデータに変換し管理する完全な管理システム「人類アプリ化計画」を画策し、はじめにブートモンを作らせていた。
第42話で失踪した雲龍寺ナイトに代わって大企業Lコープの新CEOに就任し、第49話で人類アプリ化計画を実行した大空勇仁の手によって、六つの首を持つ巨大な翼竜のような姿で現実空間にアプリアライズ（実体化）する。第51話では最強の存在となるために神アプモンたちを取り込み人類をデータ化した。ガイアモンたちによってボディが破壊されそうになると死の恐怖を感じ、大空勇仁のボディにダウンロードしダークウェブに逃げ込む。最後にハルに（大空勇仁の命を担保にした上で）「リヴァイアサンを止めるか勇仁を助けるか」を選ばせるが、ハルがYESを選択する前に目覚めた大空勇仁がYESを選択し、自らの完全消滅プログラムによって「人類 Good luck」を最後に全プログラムが消滅した。
ミネルヴァ
電衛門が開発していた人工知能。知恵を司る神話の女神から名付けられた。青いフクロウをシンボルマークとしている。タイムモンは人間の世界のルールを守って活動する「良き人工知能」と説明している。
自らの一部であったリヴァイアサンによって消滅させられそうになったが、間一髪助かりネットの海の中に潜む。リヴァイアサンを止める機会を狙っており、ハルたちにアプリドライヴを託している。
第38話でハルたちに試練を与え、アプリドライヴDUOを与えた。
実は宇宙に打ち上げられた人工衛星に隠蔽されており、東京ハイタワーからデータを送り目覚めさせリヴァイアサンのハッキングに利用する。4体の神アプモンをパワーアップさせるがリヴァイアサンに人工衛星ごと撃墜される。

### ゲーム版の人物
主人公（デフォルト名なし）
ゲーム版の主人公。名前の設定と性別の選択が可能。ヒフミヶ丘中学2年生。オンモンと出会い、アプモンのサイバーアリーナのバトルを勝ち進む。
選択しなかった主人公も、ゲーム内で別のオンモンを連れて登場する。男の子の場合は「カズキ」、女の子の場合は「イツキ」。
ナオト
主人公の幼馴染であったが、アプモンとの関わり合いを持つようになってから疎遠になっている。バディアプモンはオフモン。ガッチモンの検索では、主人公とは生まれた病院からずっと一緒で腐れ縁である。昔から主人公やミオと一緒にゲームして遊ぶことが多かった。好きな食べ物はプリンで、主人公の分も食べてしまい喧嘩になったことが何度かあったという。
ミオ
ナオトの妹で、主人公の幼馴染。当初アプリドライヴァーではなかったがアプモンのことを知り、中盤でチュートモンがバディアプモンとなったことでアプリドライヴァーとなった。ガッチモンの検索では、よくスマホをいじっており、気になったことはすぐに調べる。主人公や兄と一緒に遊ぶのが一番好きである。アプリドライヴァーとなったあとは、アプモンたちと遊んだり、主人公たちとバトルすることも楽しいようである。兄と対戦ゲームするときは、いつもミオが圧勝している。好きな食べ物はカスタードたっぷりのシュークリーム。
マコト
Aランクマスター。バディアプモンはヤドモン。以前オウジに負けたことにより、アプモンバトルに対する意欲を失いかけている。ガッチモンの検索ではマコト自身が嫌がるため、情報はヤドモンに隠されて不明。オウジやナオトに大敗して一時はアプリドライヴァーをやめていた。
ワカバ
Fランクマスター。バディアプモンはガシャモン。キャラ作りをしようとしているが、うまくいっていない。マコトを尊敬している。
ユカリ
Eランクマスター。ヒフミヶ丘中学3年生で主人公やミオの先輩。メガネをかけている。バディアプモンはエイドモン。ガッチモンからは、「保健室の天使」と言われている。
リョウジ
Dランクマスターでコミュニティグループ・ミハマ団のリーダー。バディアプモンはコソモン。今時珍しいぐらい仁義を重んずる熱血漢を持ち、リーダーだけあって人望も厚い。ガッチモンの検索では、アプリ470のアイドル・花嵐エリのファン。
カヨ
Cランクマスター。バディアプモンはコピペモン。オウジの熱狂的な信者。カゲフミの幼馴染。ガッチモンの検索では、メッセージをコピペして保存しておくのが好きらしく、後から何度も読み返す。
カゲフミ
Bランクマスター。バディアプモンはクラフトモン。紫髪に右目が前髪で隠れている。ナオトに負けた際に陰口を言われたりネットでイジメにあい、引きこもりになっている。ガッチモンの検索では陰口を言われたと聞いた際に検索の結果、カゲフミを心から嫌いな人物は見当たらなかった。父の職業である建築士になることが夢。
オウジ
サイバーアリーナの現チャンピオン。バディアプモンはオウジャモン。高校1年生の天才プログラマー。帝都セキュリティの御曹司。ガッチモンの検索では実はすごいゲーム好きである。

### デジモン
アグモン
声 - 坂本千夏
世代 - 成長期 / 必殺技 - ベビーフレイム
第45話登場。デジモンシリーズからのゲスト出演。
この世界では正確にはデジモンという生命体ではなく、ハルたちが小さいころに流行った育成RPG『デジモンユニバース』の、ハルが使っていたゲームキャラクターとして登場。操られた他のゲームキャラクターを元のゲーム世界に連れ戻そうとしていた。ウラテクモンを倒した後、ゲーム世界へ帰っていった。
ウォーグレイモン
世代 - 究極体 / 必殺技 - ガイアフォース
アグモンがハルとの友情でワープ進化した究極体。グローブモンと協力してウラテクモンを倒す。
また、『デジモンアドベンチャー』より、データカードダス版ではアグモン、ガブモン、ウォーグレイモン、メタルガルルモン、オメガモン、オメガモンズワルト、テイルモン、エンジェウーモン、パタモン、ホーリーエンジェモンが参戦。カードゲーム版ではアルファモンも収録。

## 作中用語
アプリモンスター
略称「アプモン」。アプリの数だけ存在する人工デジタル生命体。現実空間に物体化した姿アプモンチップからアプリドライヴでアプリアライズ（実体化）でき、アプリドライヴァー以外にも認識できるようになる。各アプモンには背中にプラグが2本ある。アプモン2体のプラグを増設するとアプリンクできる。また、メッセモン、パズルモンは1体の顔の背中に2本ずつある。ミエーヌモン、レイドラモン、サクシモン、ワルダモン、コメットモン、ビューティモン、ポセイドモンにはプラグがないが、アプリンクできる。
アニメでは超アプモン以上のアプモンチップは初期段階ではグレーアウト（使用不可）状態であるが、アクティブ（使用可能）化するとアプ合体を介さないで直接アプリアライズする超アプリアライズおよび極アプリアライズが可能となる。また、極アプモンは「アプモンの最高進化形態」として強力な力を有する反面、「60秒間しか戦闘維持できない」「戦闘終了後は全パワーを使い切ってしまうため、次の合体までのパワーチャージと時間が必要となる」などの制約が掛かる（アプリドライヴDUO使用時は時間制限は解除）。
アプリケーションという概念上、それらを維持する要素が消えてしまうとアプモン自体も消失することもある（アプリのサービス停止など）。ただし、誰かに使ってもらえる要素があれば復活は可能で、そういう意味では死という概念が薄い。
アプリドライヴ
声 - 高木渉
アプモンをネットから現実世界に実体化するためのアイテム。アプリドライヴァーがペアリングをすることでモノクロから固有の色に変化する。37話でアルティメット4により、4つのアプリドライヴの全てが破壊されてしまう。
実際の玩具は、シリーズ初の対戦液晶ゲーム機能を持たないアイテムとなる。
アプリドライヴDUO（デュオ）
第27話より登場。アプリドライヴのパワーアップ形態。DUOでアプリアライズすると、アプリドライヴァーの力がアプリアライズという形で注入され、どのアプモンでもステータスが1.5倍になり（機種の下側に親指から注入するための凹みがある）、極アプモンの弱点であった60秒の制限時間も解消される。また、アプリドライヴァーが限界以上の力を注入することでその力を受け取ったアプモンをパワーアップさせる能力オーバードライブが使用可能。ただし、オーバードライブには限界を超えた生命エネルギーを注入すると、アプリドライヴァーの生命に危険が伴うリスクもある。当初は勇仁が使用する1機のみであったが、第38話ではミネルヴァが課した試練を超えたことでアルティメット4に破壊されたハル、エリ、虎次郎、レイのアプリドライヴがミネルヴァの手によってDUOにパワーアップを果たす。

アプモンバンド
腕時計型アプモンチップ収納ウェアラブルケース。アプモンチップの収納だけでなく、アプリドライヴァー同士およびバディアプモンへの連絡が可能なトランシーバーの機能も有している。
カラーリングは共通して白。実際の玩具ではアプモンチップを2枚収納できる。
アプモンセブンコードバンド
ダンテモンによってアプモンバンドがバージョンアップした形態。装着者をディープウェブへ導き、アプモンサーチも可能。危険なアプモンに襲われた際の退避経路のナビゲートや秘密と書かれた扉のロックを解除するなどサポートの他にも、緊急時には現実空間へ脱出する機能も持つ。
アプモンバンドと異なりカラーリングは青。画面の下には「MINERVA」と刻印されているのが特徴。実際の玩具ではアプモンチップ収納は1枚のみ。

アプリドライヴァー
アプモンとペアリングしバディとなった、アプリドライヴが使用できる人間。非アプリアライズ状態なアプモンを現実空間でも認識できるようになる。アプリドライヴを初めて手にした時、その人物ごとに異なった問いと「YES」「NO」のパネルが表示され、これに正しい選択肢で回答することでアプモンとペアリングできる。仮に誤った選択肢を選んでペアリングが成立しなかった場合でも、アプモンが要望する限りは再度同じ内容の問いと選択肢がアプリドライヴに表示される（第22話）。第49話でリヴァイアサンはハルたちを選ばれし子供たちと呼んでいる。
アニメでは選ばれた一部の人間のみしかいない。3DSゲームではアプモンバトルが頻繁に行われるくらい多くの人がアプリドライヴァーになっている。
ARフィールド
ネットと現実の中間に位置する空間。拡張現実(AR)の名の通り、地形は現実空間をベースとする。ここでアプモンが活動することによりスマホアプリが機能する。時折アプモン同士が戦闘を行う場所でもあり、攻撃の余波や流れ弾で周辺の構造物が破壊されると、現実世界の同じ箇所で電子機器に異常が発生する。
ネットの海
ARフィールドの先にあるデータの空間。文字通りの海を入り口とし、内部にはサーバーに相当する島、それらをつなぐ回線である海流が点在している。現実世界の海のように深度があり、サーフェスウェブ、ディープウェブといった階層が存在し、アプモンの進化の度合いによって侵入可能な階層が広がる。
人間もデータ化することで入ることができ、アプリドライヴァーも任意で可能。ただしデータ化して入るため、ウィルスに感染する影響が強くなる。この仕様は人間をデータ化し生命体として再構築する技術によるもので、さらに別の形に再変換する技術もある。
アプリンク
アプリアライズされたアプモンを他のアプモンとリンクさせパワーアップさせる戦闘方法。アプリドライヴ横のボタンを押した後にアプモンチップをセットすることで使用可能。特定の組み合わせでアプリングした場合はアプ合体と呼ばれる進化形態となる。アプ合体するごとに並（スタンダード）→超（スーパー）→極（アルティメット）→神（ゴッド）と進化していく。アニメおよびデータカードダス版では一部のアプリンクは強化パーツを合体させたような形態となる場合がある。
ダークウェブ / ディープウェプ
一般人が触れられるインターネット「サーフェスウェブ」よりさらにネットの奥深くの世界で、氷山の一角とも言える表面的なサーフェスウェブと違い、ネットの海の99パーセントを占める世界。ダンテ門を入り口としており、セキュリティが厳しく普通に立ち寄るのが困難。地下空洞のような空間で広大な建物などが広がり、下記のサイバー九龍など、より混沌とした場所が点在。ディープウェブよりさらに先のダークウェブにラスボス人工知能「リヴァイアサン」がいるという。
7code（セブンコード）
特別なデータを与えられた7体のアプモン。リヴァイアサンに対抗できる力を手にできるとされている。第16話にて全7体のアプモンを集めることでダンテモンを呼び寄せることが判明した。第24話でダンテモンがアプモンバンドをアプモンセブンコードバンドにバージョンアップさせるために7codeとしてのパワーを全て使い果たしたことで、石化したダンテモンの体内から生還した後は通常の並ないしは超アプモンに戻った。以降は引き続きハル、エリ、虎次郎の供として彼らに同行する。同行するセブンコードアプモンは以下の通り。
- ハル - メールモン、ロープレモン、ゴミモン
- エリ - テラーモン、コピペモン、ウェザドラモン
- 虎次郎 - メディックモン

アプモンセブンコードPAD
7codeアプモンを集め力を一つにするためのアイテム。実際の玩具ではセブンコードアプモンチップをはめ込むものと、アプモンチップを12枚収納できるリフィルシートがある。
Lコープ
世界有数の総合企業。前進企業は梅松電気。人気アイドルグループ・アプリ山470をイメージガールとして活用している。本社ビルの外壁には「L」の文字が象徴的に掲げられている。
ネットの海に潜むリヴァイアサンの現実世界での根城として活用され、様々な企業を傘下に収めつつ、アプモンによるイメージ操作でL・OSを普及させたり、個人情報を集める裏活動が行われている。
実際の運営は、ミエーヌモンを始めとしたリヴァイアサンに関わるアプモンが代表取締役をあごで使う形となっていた（登場人物参照）。
リヴァイアサンの騒動が終わった後、解体されることとなった。
ワッフルOS
アメリカ・ワッフル社開発のスマホOS。世界中の7割のシェアを誇る。最新型はワッフルOS11（バージョンイレブン）。しかしミエーヌモンによってOS自体がバイラモンのLウィルスに汚染され世界中にウィルスが広まってしまう。グローブモンによってバイラモンは駆逐されるものの、この影響によって大きくシェアを落とすことになる。
L・OS（エルオーエス、リヴァイアサンオーエス）
複合企業Lコープ社開発のスマホOS。当初世界シェア3割であったが、ミエーヌモンによって仕掛けられたワッフルOSのウイルス事件の影響で機種変更が進み、世界シェアは9割となった。
サイバー九龍（クーロン）
ディープウェブにある、世に出ないあらゆる情報が飛び交うルールもないスラムのような場所。住民のアプモンたちはフードとマスクを着けることで正体を隠し検索できないようにしている。
ワーム
データを壊すプログラム。外観は軟体生物のようなもので触手を持ち、ディープウェブでモンスターのように暴れている。アプモンはもちろん、データ化したアプリドライヴァーに対して危険な存在でもある。
Lタウン
Lコープ開発の世界初の人工知能によって管理されたモデルタウン。
Lコード
リヴァイアサン配下の極アプモンをパワーアップさせるプログラム。
シュガー
声 - 石橋桃
店番、ガイド、警備など色々な場所で活躍しているロボット。特にLタウンでは一家に一台あるほど普及している。
アプ神4（アプガミフォー）
アプモン学園のみの用語。ガッチモンが狙っているiPhoneドックに立てる4枠の不動の位置。

## テレビアニメ
東映アニメーション創立60周年記念作品として2016年10月よりテレビ東京系列6局およびBSジャパンにて放送。テレビ東京系列では、2017年3月までは毎週土曜7:00 - 7:30に放送され、この時間帯に東映アニメーション作品が放送されるのは『出ましたっ!パワパフガールズZ』以来9年3か月振りである。同年4月から9月まで毎週土曜9:30 - 10:00に繰り下げて放送された。本作品でのテレビ東京における東映アニメーション作品では、「探検ドリランドシリーズ」や『マジンボーン』、他系列の東映動画→東映アニメーション作品（シリーズ前作の『デジモンクロスウォーズ』と一部作品除く）同様、エンディングアニメーションでは制作クレジットやコピーライトが廃止されている。テレビ東京の東映作品では珍しく制作局が文字ではなく、ロゴで表記されている。また、これまでのデジモンテレビアニメシリーズに存在していた進化挿入歌は本作品では存在せず、これまでのデジモンテレビアニメシリーズに東映が制作協力を担当していないのは本作品では初となる。平成最後のテレビシリーズでもある。

### スタッフ
- 原案 - 本郷あきよし
- 原作・アニメーション制作 - 東映アニメーション
- 連載 - 集英社『Vジャンプ』『最強ジャンプ』
- 企画 - 鷲尾天、桃井信彦
- プロデューサー - 菅沢正浩（テレビ東京）、永富大地
- シリーズ構成 - 加藤陽一
- 副シリーズ構成 - 樋口達人
- 音楽 - 中川幸太郎
- 製作担当 - 稲垣哲雄、尾尻賢太
- プロップデザイン・サブキャラクターデザイン - ヒラタリョウ
- 色彩設計 - 清田直美
- 美術設定 - 天田俊貴
- 美術監督 - 桐本裕美子
- CGプロデューサー　- 横尾裕次
- CGディレクター - 中西信棋
- 撮影監督 - 大久保潤一
- キャスティング - 川島直樹
- 音響効果 - 倉橋裕宗
- 選曲 - 佐藤恭野
- キャラクターデザイン - 大貫健一
- シリーズディレクター - 古賀豪
- 製作 - テレビ東京、電通、東映アニメーション

### 主題歌
主題歌
「DiVE!!」（第1話 - 第25話）
作詞 - 宮田“レフティ”リョウ、天月-あまつき- / 作曲 - 宮田"レフティ"リョウ / 編曲 - 中山真斗 / 歌 - 天月-あまつき-（キングレコード）
第19話、第26話では挿入歌として使用された。
「ガッチェン！」（第26話 - 第52話）
作詞 - ナナホシ管弦楽団 / 作曲・編曲 - 岩見陸 / 歌 - 島爺（ワーナーミュージック・ジャパン）
第52話では挿入歌として使用された。

エンディングテーマ
「青い炎シンドローム」（第1話 - 第13話）
作詞 - 桜井秀俊（真心ブラザーズ） / 作曲 - 筒美京平 / 編曲 - soundbreakers / 歌 - 飯田里穂（徳間ジャパンコミュニケーションズ）
「アイ」（第14話 - 第25話）
作詞・作曲・編曲 - 和田たけあき / 歌 - 和島あみ（ポニーキャニオン）
「リトルピ」（第26話 - 第38話）
作詞・作曲・編曲 - 福井シンリ / 歌 - Ange☆Reve（ポニーキャニオン）
「パーフェクトワールド」（第39話 - 第52話）
作詞 - ヨネヤマユキ / 作曲・編曲 - 宮﨑歩 / 歌 - トラフィックライト。（ビクターエンタテインメント）

挿入歌
「ゆびきり笑顔でドッカンパンチ☆」（第17、27、34、36話）
作詞 - こだまさおり / 作曲・編曲 - 後藤康二 / 歌 - 花嵐エリ（庄司宇芽香）
「BE MY LIGHT」（第32、38 - 41、49、51話）
作詞 - ナナホシ管弦楽団 / 作曲・編曲 - 岩見陸 / 歌 - 島爺
アプリドライヴDUOの召喚ソング。シングル「ガッチェン！」のカップリング曲。
「brave heart」（第45話）
作詞 - 大森祥子 / 作曲・編曲 - 太田美知彦 / 歌 - 宮崎歩
ウォーグレイモンのワープ進化、戦闘ソングとして使用。
「Wander Beat」（第46話）
作詞 - ナナホシ管弦楽団 / 作曲・編曲 - 岩見陸 / 歌 - 飛鳥虎次郎（古城門志帆）&ミュージモン（田村奈央）
「ハレルヤ」（第52話）
作詞 - ナナホシ管弦楽団 / 作曲・編曲 - 岩見陸 / 歌 - 新海ハル（内山夕実）&ガッチモン（菊池こころ）

### 各話リスト
| 話数 | サブタイトル                                                       | 脚本       | （絵コンテ） 演出                | 作画監督                                 | 総作画監督 | 本放送日       | 初登場アプモン                                                 |
| ---- | ------------------------------------------------------------------ | ---------- | -------------------------------- | ---------------------------------------- | ---------- | -------------- | -------------------------------------------------------------- |
| #1   | 検索結果は新海ハル！ガッチモンあらわる！                           | 加藤陽一   | 古賀豪                           | 袴田裕二                                 | 大貫健一   | 2016年 10月1日 | ガッチモン メッセモン キャメラモン                             |
| #2   | あやしき道先案内人！拙者ナビモンでござる！                         | 加藤陽一   | 小川孝治                         | 直井正博                                 | 大貫健一   | 10月8日        | ナビモン ドガッチモン                                          |
| #3   | 育てたキャラがスッポンポン!?ロープレモンの学校ダンジョン！         | 樋口達人   | 門由利子                         | 小松こずえ                               | 大貫健一   | 10月15日       | ロープレモン メールモン スカシモン ハックモン                  |
| #4   | 仮装のキミをうぃただきます！キャメラモンのハロウィンスキャンダル！ | 樋口達人   | 竹下健一                         | 信実節子 下地彩加                        | 大貫健一   | 10月22日       | スコープモン ミエーヌモン サクシモン スリープモン ショットモン |
| #5   | あなたのハートにドッカンパンチ！エリはアプモンアイドル！           | 加藤陽一   | 中村明博                         | たかおかきいち 金正男 桜井このみ         | 大貫健一   | 10月29日       | ドカモン ドレスモン                                            |
| #6   | 最高のグルメレポート！グルメアプリ・ペロリモン！                   | 平見瞠     | 宍戸望                           | 仲條久美                                 | 大貫健一   | 11月5日        | ゴミモン ペロリモン ドスコモン                                 |
| #7   | 3つ目のアプリドライヴ！虎次郎はアプチューバー！                    | 山田由香   | 小川孝治                         | 直井正博                                 | 大貫健一   | 11月12日       | ミュージモン ウォッチモン                                      |
| #8   | 大ピンチで超ノレねえ!?アストラのおもしろ動画大作戦！               | 野村祐一   | 池田洋子                         | 市川吉幸                                 | 大貫健一   | 11月19日       | メディアモン レコモン ドーガモン                               |
| #9   | めざせ格付けナンバーワン！アプモン選手権 イン サイバーアリーナ！   | 樋口達人   | 平池綾子                         | 星野守 大庭小枝                          | 大貫健一   | 11月26日       | エムシーモン チュートモン                                      |
| #10  | アプモンたちのあこがれ！伝説のセブンコード会！                     | 加藤陽一   | （志田直俊） 宍戸望              | 袴田裕二                                 | 大貫健一   | 12月3日        | レイドラモン プロテクモン                                      |
| #11  | ネットの海にダイブせよ！スーパーハッカー レイを追え！              | 平見瞠     | 竹下健一                         | 直井正博                                 | -          | 12月10日       | クックモン レビューモン コソモン                               |
| #12  | サクシモン 超アプリンクで 打ち破れ！                               | 山田由香   | 小川孝治                         | 小松こずえ                               | -          | 12月17日       |                                                                |
| #13  | クリスマスが消えちゃった！暦泥棒カレンダモン！                     | 野村祐一   | 川崎芳樹                         | たかおかきいち                           | 大貫健一   | 12月24日       | カレンダモン                                                   |
| #14  | 街中がパズルゲーム!?パズルモン大暴走！                             | 加藤陽一   | 門由利子                         | 鍔渕和彦 信実節子                        | 大貫健一   | 2017年 1月7日  | パズルモン コーチモン                                          |
| #15  | 未来は全部見えている!?神秘の占い・テラーモン                       | 樋口達人   | （入好さとる） 中村明博          | 仲條久美 村上直紀                        | 大貫健一   | 1月14日        | テラーモン                                                     |
| #16  | 『トキ』を超えたメッセージ アプリドライヴの真実                    | 加藤陽一   | （西田正義） 内山まな            | 市川吉幸                                 | -          | 1月21日        | タイムモン                                                     |
| #17  | エリがコピペで大増殖!?とりもどせ、夢のステージ！                   | 平見瞠     | 宍戸望                           | 大庭小枝 信実節子 ジョーイ・カランギアン | -          | 1月28日        | コピペモン                                                     |
| #18  | ハルと勇仁の絆 止めろ！暴走レッシャモン！                          | 樋口達人   | 池田洋子                         | 竹森由加 袴田裕二                        | 大貫健一   | 2月4日         | レッシャモン バイラモン                                        |
| #19  | ネットの海が大ピンチ！『トキ』は来た、極アプ合体!!                 | 樋口達人   | 小川孝治                         | 飯飼一幸                                 | 大貫健一   | 2月11日        | グローブモン                                                   |
| #20  | さよならアストラ!?ドリーモンの悪夢！                               | 山田由香   | （誌村宏明） 阿部雅司            | 冨田佳亨 山村俊了                        | 大貫健一   | 2月18日        | ドリーモン エンタモン メディックモン                           |
| #21  | トップアイドルへの道！コーチモンの猛特訓！                         | 大知慶一郎 | 竹下健一                         | 小松こずえ                               | -          | 2月25日        | オウジャモン ウェザドラモン                                    |
| #22  | お前の力を俺に貸せ レイとハックモン、あの日の出会い                | 野村祐一   | 平池綾子                         | 信実節子 鍔渕和彦                        | 大貫健一   | 3月4日         | デジップモン リバイブモン                                      |
| #23  | とりもどせセブンコードアプモン！対決 極VS極！                      | 野村祐一   | （地岡公俊） 内山まな            | 直井正博                                 | -          | 3月11日        | ワルダモン                                                     |
| #24  | 超巨大コメットモン襲来!?扉をひらけ、ダンテモン！                   | 平見瞠     | （志田直俊） 中村明博            | 村上直紀 桜井木ノ実                      | -          | 3月18日        | コメットモン ピーポモン                                        |
| #25  | ついに潜入ディープウェブ！謎のサイバー九龍！                       | 山田由香   | （古賀豪） 宍戸望                | 仲條久美 小宮山由美子 本多弘幸           | -          | 3月25日        | サテラモン ドローモン ツブモン                                 |
| #26  | ボクが主人公!?ガッチモンとの出会い                                 | -          | -                                | -                                        | -          | 4月1日         |                                                                |
| #27  | 五人目のアプリドライヴァー！                                       | 加藤陽一   | （田中裕太） 竹下健一            | 森知鶴 大庭小枝                          | 大貫健一   | 4月8日         | オフモン                                                       |
| #28  | アプリドライヴDUO！オフモンあらわる                                | 加藤陽一   | 小川孝治                         | 市川吉幸                                 | -          | 4月15日        | マッスルモン                                                   |
| #29  | バディ解消!?ガッチモンの家出                                       | 大知慶一郎 | 門由利子                         | 袴田裕二 竹森由加                        | -          | 4月22日        |                                                                |
| #30  | ドカモンの恋!?グルメアプリ・マリペロ襲来！                         | 樋口達人   | 鎌仲史陽                         | 飯飼一幸 鍔渕和彦 袴田裕二               | -          | 4月29日        | レースモン                                                     |
| #31  | 旅は道連れ!?トリップモンの恐怖トリップ                             | 野村祐一   | 木村隆一                         | 小松こずえ                               | -          | 5月6日         | トリップモン                                                   |
| #32  | みんなで連れ出せ！引きこもりのオフモン！                           | 大知慶一郎 | 川崎芳樹                         | 直井正博                                 | 大貫健一   | 5月13日        | シャットモン                                                   |
| #33  | 高校生CEO！雲龍寺ナイトあらわる！                                  | 平見瞠     | 中村明博                         | 信実節子 村上直紀                        | 大貫健一   | 5月20日        | カリスモン バイオモン フェイクモン ビューティモン              |
| #34  | サンキュー未来！人工知能の街へようこそ！                           | 山田由香   | （志田直俊） 宍戸望              | 藤崎真吾                                 | 大貫健一   | 5月27日        | バッテリモン                                                   |
| #35  | めざせ9人ゴッド！アプリ山470総選挙！                               | 樋口達人   | （入好さとる） 平池綾子          | 青木真理子 小宮山由美子 本多弘幸         | -          | 6月3日         | カリキュモン                                                   |
| #36  | 総選挙決着！エリに迫る魔の手！                                     | 樋口達人   | （田中裕太） 村上貴之            | 森知鶴 大庭小枝                          | -          | 6月10日        |                                                                |
| #37  | 襲来！極アプモン・アルティメット4！                                | 野村祐一   | （志田直俊） 内山まな            | 市川吉幸                                 | -          | 6月17日        |                                                                |
| #38  | ガッチモンを取り戻せ！電衛門じいちゃんの試練！                     | 加藤陽一   | 池田洋子                         | 竹森由加 飯飼一幸                        | 大貫健一   | 6月24日        |                                                                |
| #39  | 新たなる力！アプリドライヴDUO！                                    | 平見瞠     | 竹下健一                         | 直井正博                                 | -          | 7月1日         | コンパスモン ジショモン コールモン                             |
| #40  | アルティメット4再び！クラウドの挑戦状！                            | 大知慶一郎 | （小川孝治） 宍戸望              | 袴田裕二                                 | -          | 7月8日         |                                                                |
| #41  | 極限の激闘！グローブモンVSカリスモン！                             | 大知慶一郎 | （田中裕太） 中村明博            | 信実節子 鍔渕和彦                        | -          | 7月15日        |                                                                |
| #42  | レイの決意！はじめ捜索大作戦！                                     | 山田由香   | 川崎芳樹                         | 小松こずえ                               | -          | 7月22日        |                                                                |
| #43  | 目覚めろ、スリープモン！アプモン選手権再び!!                       | 樋口達人   | （鎌仲史陽） 内山まな            | 小宮山由美子 本多弘幸 村上直紀           | -          | 7月29日        | ブートモン                                                     |
| #44  | 逃亡者・ブートモンを追え！                                         | 野村祐一   | 門由利子                         | 仲條久美 竹森由加                        | -          | 8月5日         | ダメダモン                                                     |
| #45  | 大激突!?ガッチモンVSアグモン！                                     | 平見瞠     | （地岡公俊） （宍戸望） 村上貴之 | 藤崎真吾                                 | -          | 8月12日        | ウラテクモン                                                   |
| #46  | 星空の誓い!アストラ救出大作戦!                                     | 山田由香   | 小川孝治                         | 直井正博                                 | -          | 8月19日        |                                                                |
| #47  | 勇仁の真実                                                         | 樋口達人   | 平池綾子                         | 市川吉幸                                 | -          | 8月26日        |                                                                |
| #48  | 起動！人類アプリ化計画！                                           | 大知慶一郎 | 竹下健一                         | 大庭小枝 飯飼一幸                        | -          | 9月2日         | デウスモン                                                     |
| #49  | 奇跡の最終進化！神アプモン降臨！                                   | 樋口達人   | 田中裕太                         | 袴田裕二                                 | -          | 9月9日         | ウラノスモン ハデスモン リブートモン ポセイドモン              |
| #50  | 希望の絆！ハルとガイアモン!!                                       | 野村祐一   | （地岡公俊） 宍戸望              | 信実節子 鍔渕和彦                        | -          | 9月16日        | ガイアモン                                                     |
| #51  | 人工知能の見る夢                                                   | 加藤陽一   | （池田洋子） 中村明博            | 直井正博 竹森由加                        | 大貫健一   | 9月23日        |                                                                |
| #52  | ボクたちのシンギュラリティー                                       | 加藤陽一   | 古賀豪                           | 小松こずえ                               | 大貫健一   | 9月30日        |                                                                |

### 放送局
| 放送期間 | 放送日時                                                                                    | 放送局         | 放送地域       | 備考   |
| --- | ------------------------------------------------------------------------------------------- | -------------- | -------------- | ------ |
| 2016年10月1日 - 2017年3月25日 2017年4月1日 - 9月30日                                                        | 土曜 7:00 - 7:30 土曜 9:30 - 10:00                                                          | テレビ東京     | 関東広域圏     | 製作局 |
| |                                                                                             | テレビ北海道   | 北海道         |        |
| |                                                                                             | テレビ愛知     | 愛知県         |        |
| |                                                                                             | テレビ大阪     | 大阪府         |        |
| |                                                                                             | テレビせとうち | 岡山県・香川県 |        |
| |                                                                                             | TVQ九州放送    | 福岡県         |        |
| 2016年10月5日 - 2017年10月4日                                                                               | 水曜 17:00 - 17:29                                                                          | BSジャパン     | 日本全域       | BS放送 |
| 2016年10月23日 - 12月24日 2017年1月7日 - 2月25日 2017年3月2日 - 7月27日 2017年8月3日 - 10月12日             | 日曜 6:30 - 7:00 土曜 7:30 - 8:00 木曜 3:45 - 4:15（水曜深夜） 木曜 2:45 - 3:15（水曜深夜） | 熊本朝日放送   | 熊本県         |        |
| テレビ東京系列地上波では字幕放送を実施。また、最初の提供読みはなく、縮小版・右下寄せでAパートに表示される。 |                                                                                             |                |                |        |

| 配信期間                      | 配信日時        | 配信サイト                     | 備考               |
| ----------------------------- | --------------- | ------------------------------ | ------------------ |
| 2016年10月1日 - 2017年9月30日 | 土曜 13:00 更新 | YouTube アプモン公式アカウント | 最新話のみ無料配信 |

| テレビ東京系列 土曜7:00 - 7:30枠                   | テレビ東京系列 土曜7:00 - 7:30枠                           | テレビ東京系列 土曜7:00 - 7:30枠                           |
| 前番組                                             | 番組名                                                     | 次番組                                                     |
| -------------------------------------------------- | ---------------------------------------------------------- | ---------------------------------------------------------- |
| タイムトラベル少女 〜マリ・ワカと8人の科学者たち〜 | デジモンユニバース アプリモンスターズ                      | BORUTO-ボルト- -NARUTO NEXT GENERATIONS-（再放送）         |
| テレビ東京系列 土曜9:30 - 10:00枠                  |                                                            |                                                            |
| レゴ ネックスナイツ 【ここまで『レゴタイム』枠】   | デジモンユニバース アプリモンスターズ 【ここまでアニメ枠】 | ピカッと解決 ピカちんハンター 【同番組のみバラエティ番組】 |

## DVD
- デジモンユニバース アプリモンスターズ DVD-BOX1
2017年4月4日発売。第1-13話収録。
- デジモンユニバース アプリモンスターズ DVD-BOX2
2017年7月4日発売。第14-25話収録。
- デジモンユニバース アプリモンスターズ DVD-BOX3
2017年10月3日発売。第26-37話収録。
- デジモンユニバース アプリモンスターズ DVD-BOX4
2018年1月6日発売。第38-52話収録。

## CD
『デジモンユニバース アプリモンスターズ キャラクターソング&オリジナル・サウンドトラック』
2017年7月26日発売。
Disc1
- 「ハレルヤ」新海ハル（内山夕実） & ガッチモン（菊池こころ）
- 「必中＠センターガール！」花嵐エリ（庄司宇芽香） & ドカモン（くまいもとこ）
- 「Wander Beat」飛鳥虎次郎（古城門志帆） & ミュージモン（田村奈央）
- 「Maze」桂 レイ（豊永利行） & ハックモン（阪口大助）
- 「スロースターター」大空勇仁（古川慎） & オフモン（嶋村侑）
- 「WITH YOU」アプリ山470 神楽坂いずみ（堀江由衣） & 花嵐エリ（庄司宇芽香） & 真白アリス（水瀬いのり） & 黄林エレナ（高橋李依）
- 「ゆびきり笑顔でドッカンパンチ☆」花嵐エリ（庄司宇芽香）

Disc2
- オリジナルサウンド・トラック

## ゲーム

### データカードダス
2016年11月より稼働のデータカードダス。筐体は『ドラゴンボールヒーローズ』で使用されたフラットパネルタイプ。SR以上のカードにはQRコードが付属しており、アプリチップ同様3DSゲームで読み込むことで「ガシャチケット」を入手することが可能。ガッチモンがナビゲーターを務めており、ストーリーテラーでは、ハル、レイ、ハックモンも登場する。4弾ver神をもって稼働終了し、同筐体は『ブラッククローバー グリモワールバトル』へ流用。
- 2016年10月8日 - ロケテスト
- 2016年11月10日 - 1弾稼働
- 2016年11月10日-11月23日 - スタートダッシュキャンペーン
- 2016年11月12日 - ガッチモンのカードとICカード店頭配布
- 2017年1月12日 - 2弾稼働
- 2017年3月16日 - 3弾稼働。デジモン参戦
- 2017年6月8日 - 4弾稼働。
- 2017年7月27日 - 4弾ver神（かみ）稼働。

#### 登場アプモン
アニメと連動する形で登場するが、中にはアニメに登場していないアプモンも登場する（ソーシャモン、セーブモンなど）。アプモンには通常とウイルス化状態がある。ウイルス化したアプモンは体の色が濃くなり、目が赤く光る。メールモン、ロープレモンなどのセブンコードアプモンは、セブンコードの状態がある。セブンコード状態は体の色が金色になる。最初からアプリンクしているカードも存在する。
1弾
- ガッチモン/ガッチモン（ウイルス）
- メールモン/メールモン（ウイルス）/メールモン（セブンコード）
- ナビモン/ナビモン（ウイルス）
- キャメラモン
- ウォッチモン/ウォッチモン（ウイルス）
- ハックモン/ハックモン（ウイルス）
- ドカモン/ドカモン（ウイルス）
- ロープレモン/ロープレモン（ウイルス）/ロープレモン（セブンコード）
- ショットモン/ショットモン（ウイルス）
- ミュージモン
- ドローモン/ドローモン（ウイルス）
- ペロリモン/ペロリモン（ウイルス）
- バイラモン/バイラモン（ウイルス）
- ドガッチモン/ドガッチモン プラス ショットモン/ドガッチモン（ウイルス）
- ソーシャモン
- スコープモン/スコープモン（ウイルス）
- ドスコモン/ドスコモン プラス ナビモン/ドスコモン（ウイルス）

2弾
- キャメラモン（ウイルス）
- ゴミモン/ゴミモン（セブンコード）
- レコモン/レコモン（ウイルス）
- プロテクモン/プロテクモン（ウイルス）
- コピペモン/コピペモン（ウイルス）/コピペモン（セブンコード）
- セーブモン/セーブモン（ウイルス）
- ミュージモン（ウイルス）
- テラーモン/テラーモン（ウイルス）/テラーモン（セブンコード）
- ドガッチモン プラス レイドラモン
- タイムモン/タイムモン（ウイルス）
- デジップモン
- レイドラモン/レイドラモン プラス メディアモン/レイドラモン（ウイルス）
- ミエーヌモン/ミエーヌモン（ウイルス）
- サクシモン
- コーチモン
- メディアモン/メディアモン（ウイルス）
- ドリーモン
- グローブモン/グローブモン（ウイルス）
- ワルダモン/ワルダモン（ウイルス）
- リバイブモン/リバイブモン（ウイルス）
- オウジャモン/オウジャモン（ウイルス）
- エンタモン/エンタモン（ウイルス）

極アプモンはアプ合体、極覚醒のみ登場で、カード化されるのは3弾から。
3弾
- エムシーモン
- オフモン/オフモン（ウイルス）
- ダンスモン
- ロガモン/ロガモン（ウイルス）
- ウェザドラモン/ウェザドラモン（セブンコード）
- コーチモン（ウイルス）
- サクシモン（ウイルス）
- メディックモン（セブンコード）
- グローブモン プラス ウェザドラモン
- サテラモン
- シャットモン/シャットモン（ウイルス）
- アグモン
- ガブモン
- ウォーグレイモン
- メタルガルルモン
- オメガモン

以上5体はデジモン。
4弾
- ブートモン
- ガイアモン
- パタモン
- テイルモン
- ホーリーエンジェモン
- エンジェウーモン
- ガブモン（黒）
- アグモン（黒）
- ブラックウォーグレイモン
- ブラックメタルガルルモン
- オメガモンズワルト

以上9体はデジモン。
4弾ver神
- ポセイドモン
- ウラノスモン
- ハデスモン
- デウスモン
- リブートモン

### ニンテンドー3DSソフト
『デジモンユニバース アプリモンスターズ』
2016年12月1日に発売された。主人公は男性か女性のどっちか選ぶことが可能。
『デジモンユニバース アプリモンスターズ-サイバーアリーナ』
2016年9月21日よりニンテンドーeショップ配信の無料配信版。製品版の序盤がプレイ可能。アプモンチップ連動機能対応。プレイ回数制限のない通信対戦が可能で製品版へのデータ引継ぎもできるため、無料版でありながらもかなりのやり込み要素がある。
ダウンロード版およびサイバーアリーナは2017年11月30日で配信終了。

### カードゲーム
『デジモンユニバース アプリモンスターズ カードゲーム』は、2016年10月より発売のカードダス販売カードゲーム。
- 第1弾 起動!アプリアライズ!
- スターターセット第1弾 はじめてのアプ合体セット!（構築済みデッキ）
- 第2弾 共闘!超アプモンとキセキのアプリンク!
- 第3弾 デジモン参戦!究極バトル!

### アプモンチップ販売
各種媒体で展開。
- パック販売（1パック2枚入り）
  - アプモンチップ ver.1.0 目覚めよ!アプリ生命体!
  - アプモンチップ ver.2.0 奇跡の進化、アプ合体!
  - アプモンチップ ver.3.0 アプリを超える、進化の極み!
  - アプモンチップ ver.4.0 全てを断ち斬りし者!
  - アプモンチップ ver.5.0 勝ち獲れ!極みを超えし新たな力!
  - アプモンチップ ver.6.0 降臨、神アプモン!
- セット販売
  - アプモンチップ サイバーアリーナセット
- ガシャポン
  - アプモンチップver.1.0GP
  - アプモンチップver.2.0GP
  - アプモンチップver.3.0GP
  - アプモンチップver.4.0GP
- 食玩
  - SGアプモンチップver.1.0
  - SGアプモンチップver.2.0

### くじガシャポン
『アプモンガチンコビンゴ』は、2016年10月8日より発売のゲーム機能付きガシャポン販売機。2017年11月に稼働終了。
ビンゴ方式のバトルになっており、3体のアプモンを呼び出してウイルスに犯されている敵アプモンと戦い、ビンゴが成立するとくじガシャポン限定のアプモンチップが入手できる。
属性に合わせたアプモンやアプ合体を活用したり、アプリドライブと連携することにより、ビンゴの確率もアップする。

## 漫画版
デジモンユニバース アプリモンスターズ
漫画：赤嶺直樹、原案：本郷あきよしによる漫画作品。月刊雑誌『Vジャンプ』2016年11月号（2016年9月21日発売）から2017年10月号（2017年8月21日発売）まで連載された。全12話、全2巻。
- 単行本『DIGIMON UNIVERSE アプリモンスターズ』集英社〈ジャンプ・コミックス〉
  1. 「主人公起動!!」2017年4月4日第1刷発行、ISBN 978-4-08-881059-1
  2. 「ガッチ!!」2017年10月4日第1刷発行、ISBN 978-4-08-881162-8

デジモンユニバース アプリモンスターズ アプモン学園!!
漫画：広瀬かつき、原案：本郷あきよしによる漫画作品。隔月刊雑誌『最強ジャンプ』2016年11月号（2016年10月1日発売）から2017年9月号（2017年8月4日発売）まで連載された。全9話。単行本化はされていない。

## 玩具
アプリドライヴ
2016年10月8日発売。アプモンチップの読み込みが可能。
別売アプモンペアリングカバーセットでカバーの取り換えが可能。
- アプモンペアリングカバーセット ドカモンver.
- アプモンペアリングカバーセット ミュージモンver.
- アプモンペアリングカバーセット ハックモンver.

2016年10月29日発売。
アプリドライヴDUO
2017年4月29日発売。下部にアプリアライズ時に指を当てるセンサーギミックを持つ。追加機能としてバトルゲームのエンカウントモードがある。
- アプリドライヴDUO -ガッチモンVer.-
- アプモンペアリングカバーDUOセット -ガッチモンVer.-
- アプモンペアリングカバーDUOセット -ドカモンVer.-
- アプモンペアリングカバーDUOセット -ミュージモンVer.-
- アプモンペアリングカバーDUOセット -ハックモンVer.-

2017年6月24日発売。
アプモンバンド
2016年10月8日発売。アプモンチップ収納ウェラブルケース。
アプモンセブンコードバンド
2017年3月25日発売。アプモンバンドと異なりミニゲームの液晶機能もあり。
アプモンセブンコードPAD
2016年11月12日発売。
アプリアライズアクション シリーズ
共通骨組を使い組み合わせ自由の簡単組立てスナップキット。
- AA-01 ガッチモン
- AA-02 ドカモン
- AA-03 ドガッチモン
- AA-04 ハックモン
- AA-05 ミュージモン
- AA-06 レイドラモン
- AA-07 タイムモン
- AA-08 グローブモン
- AA-09 リバイブモン
- AA-10 オウジャモン
- AA-11 エンタモン
- AA-12 シャットモン
- AA-13 ガイアモン